# Histoire des catéchismes protestants en usage en Alsace et en Moselle

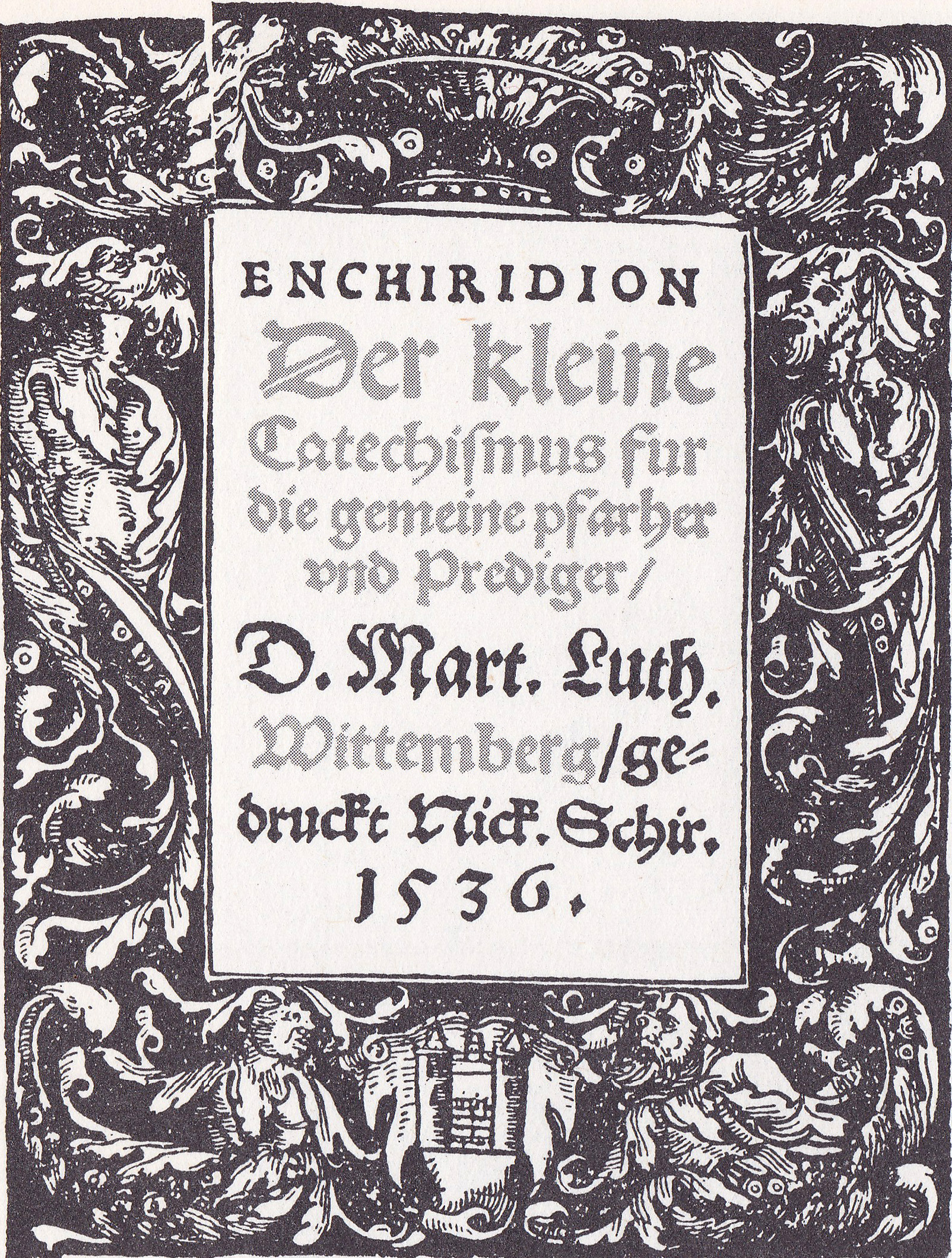
Le Petit Catéchisme de Luther (éd. 1536).

L'étude des catéchismes protestants en usage en Alsace et en Moselle à travers les siècles illustre l'histoire du christianisme dans une région marquée par une forte identité.
À travers les siècles, les Églises et les familles chrétiennes se sont efforcées, avec plus ou moins d’intensité et de succès, d’instruire les enfants dans la foi. Au Moyen Âge, l’Église s’en remettait souvent aux parents pour apprendre aux enfants à réciter le Credo apostolique, le Notre Père et l’Ave Maria, et, si possible, le Décalogue. Pour certains, des écoles monastiques et des écoles latines approfondissaient l’instruction religieuse. Par ailleurs, le Credo et les autres textes étaient lus au cours de la messe. Jeunes et vieux, les fidèles devaient les apprendre par cœur, et la confession auriculaire permettait de contrôler leurs connaissances. Grâce à l’imprimerie, divers écrits de type catéchétique voient le jour au début du 16e siècle en Alsace.
Au cœur des divers catéchismes luthériens d'Alsace, se trouvent l’explication de la foi chrétienne, celle du Notre Père et des Dix commandements. Mais le baptême et la Cène y ont leur place. La Bible est présente sous la forme de brèves citations. L’utilisation des récits bibliques est plus rare. L’enseignement est dispensé sous la forme de questions-réponses et l’appropriation se fait par mémorisation. Des examens réguliers, souvent quatre fois par an, vérifient l’acquisition des connaissances, nécessaire avant la première communion. L’instruction ne s’adresse pas seulement aux enfants, mais aussi, d’une manière ou d’une autre, aux adultes. Elle est dispensée aussi bien dans les écoles que le dimanche dans les églises. Certains catéchismes ont été traduits en latin pour un usage à la Haute École de Strasbourg.

## Les catéchismes strasbourgeois

### La catéchèse luthérienne
L’humanisme et la Réforme protestante stigmatisent l’ignorance religieuse et conjuguent leurs efforts pour pallier cela et pour combattre les superstitions. L’affrontement entre les confessions contribue à préciser les croyances en les opposant à celles de l’Église rivale. Divers écrits imprimés à Strasbourg attestent l’intérêt porté par les fidèles à ce qui pouvait approfondir leurs connaissances religieuses. On ne sait pas toujours dans quelle mesure ces écrits ont aussi été utilisés par les clercs préposés à l’instruction. Des textes de Luther relatifs au baptême, à la Cène, à la confession et aux Dix commandements sont réimprimés à Strasbourg entre 1520 et 1522. Un catéchisme originaire de Bohême est publié à Strasbourg en 1523. Un opuscule dû à Eustasius Kannel propose de mieux faire connaître les préceptes du Sermon sur la montagne. Une explication des Dix commandements, sous la forme d’une planche à fixer au mur, est imprimée entre 1524 et 1526. Elle est due probablement au prédicateur de la cathédrale de Strasbourg, Matthieu Zell.

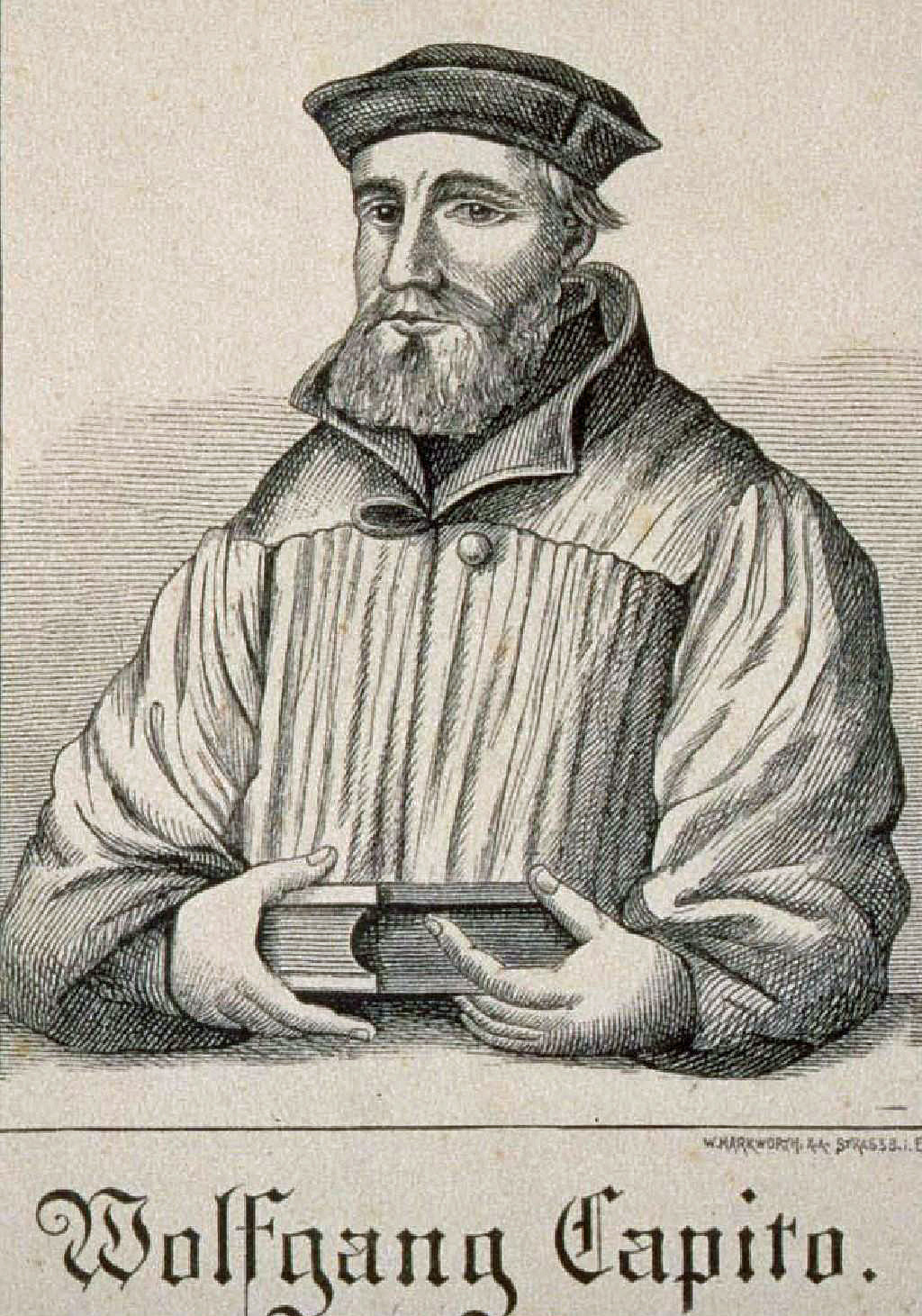
Wolfgang Capiton.

Une sorte d’abécédaire de Melanchthon pour les laïcs et les enfants, traitant du décalogue, de la foi, du Notre Père, du baptême et de la Cène est réimprimé à Strasbourg en 1526 ou 1527. Il incite à respecter l’Écriture sainte et à prier, y compris l’Ave Maria.

En 1526, une instruction catéchétique est mise en place dans plusieurs églises strasbourgeoises. L’année suivante paraît le premier catéchisme strasbourgeois, élaboré par Wolfgang Capiton, pasteur à Saint-Pierre-le-Jeune (dont le nom n’est pas cité). Ce catéchisme aborde successivement la doctrine du baptême, celle de la Cène et la vie chrétienne. Enrichi par de nombreuses citations bibliques, il procède, comme la plupart des catéchismes de l’époque, par questions-réponses. Souvent longues, ces dernières précisent ce qu’est un chrétien. La foi est définie comme confiance en Dieu. Le baptême marque l’entrée dans l’Église. La Cène est définie comme un repas du souvenir, excluant une présence corporelle du Christ. Les Dix commandements, qui sont chantés pendant le culte, permettent au fidèle de reconnaître ses péchés. L’accent est mis sur la vie active et sur l’amour.
Une seconde édition de ce catéchisme est publiée en 1529. Tout en reprenant largement le contenu de la première édition, celle-ci comporte une série d’ajouts. Une lettre au lecteur met en garde contre les divisions. Le catéchisme souligne l’importance de l’autorité temporelle. Il rejette le monachisme et développe le thème de la conception virginale de Marie. En affirmant que l’Église de Jésus Christ est invisible, que Jésus Christ en est la seule tête, Capiton écarte le règne du pape et des évêques, mais évite de longues polémiques. Il souligne que ce n’est pas le baptême qui fait le chrétien, mais la foi. À plusieurs reprises il est question des « élus ». Le baptême est traité plus largement que dans la première édition. Il est question aussi de l’Antéchrist. 

Dans la troisième partie d’un catéchisme qu’il publie en 1529, Othon Brunfels, directeur d’une des écoles latines de Strasbourg, propose aux enseignants des explications en latin sur le symbole des apôtres, les mystères des « signes » (c’est-à-dire des sacrements), les Dix commandements ainsi qu’une paraphrase du Notre Père. Concis et sans polémique, l’exposé, enrichi de citations bibliques, veut faire comprendre les vérités chrétiennes et en dégager les « fruits » pour la vie chrétienne. À la différence d’autres catéchismes, il fait place aussi aux récits bibliques, mais se limite à l’Ancien Testament.
Kat

### Les catéchismes de Bucer et de Zell

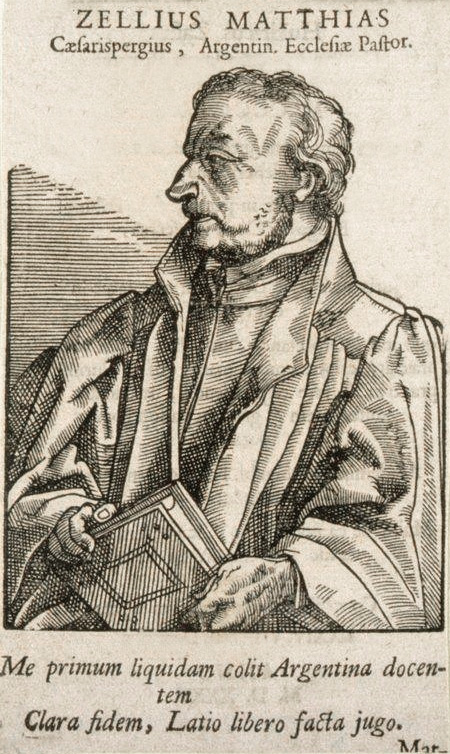
Matthieu Zell (grav. 1540).

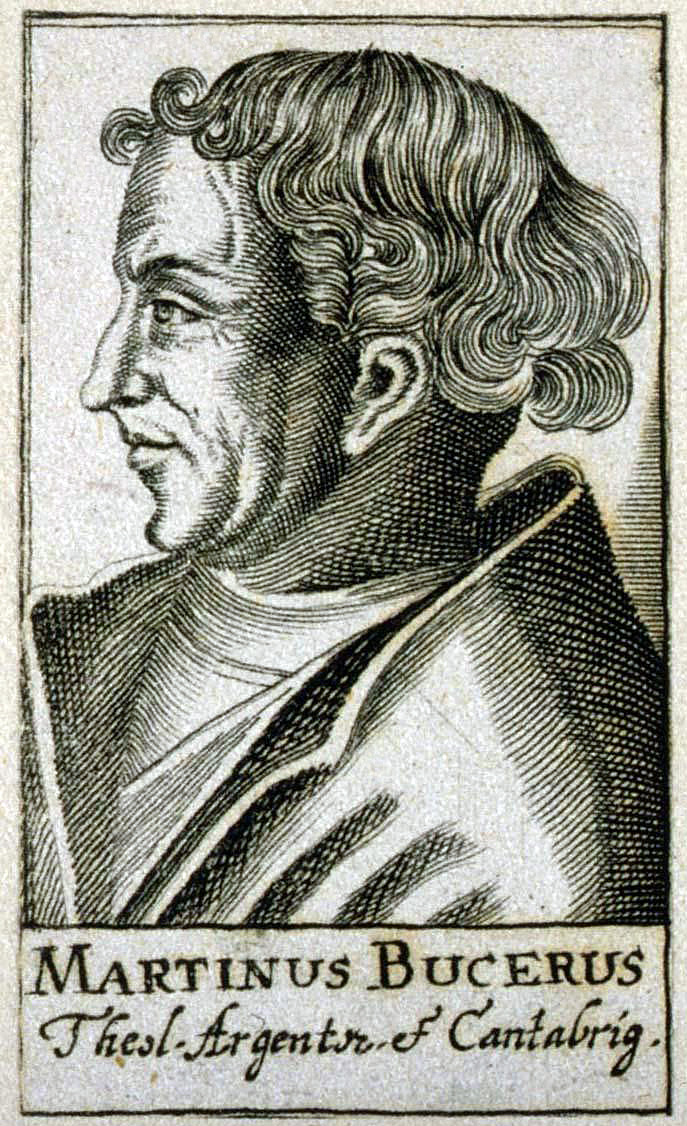
Martin Bucer (grav. 1680).

À la suite du synode de 1533, qui combattait en particulier les anabaptistes, les prédicateurs de Strasbourg jugent nécessaire de publier un catéchisme pour exprimer de manière unificatrice la doctrine de l’Église de Strasbourg, édifier et améliorer la vie de la communauté et prendre leurs distances à l’égard des dissidents. Tel est l’objet du catéchisme publié en 1534, préfacé par Zell et élaboré par Bucer, mais dont le nom n’apparaît pas. Avec ses 120 feuillets, c’est l’un des catéchismes les plus longs du 16e siècle. Comme pour d’autres catéchismes de l’époque, la frontière entre un précis dogmatique et un manuel pour l’instruction des jeunes est floue. Le catéchisme traite du Credo apostolique, du baptême et de la Cène, inclus dans l’exposé sur le Saint-Esprit, des Dix commandements et du Notre Père. Alors que le Petit Catéchisme de Luther commence par la loi qui révèle le péché de l’homme, Bucer place la loi après l’exposé sur la foi, en soulignant ainsi que la foi est un guide de la vie du chrétien régénéré. Alors que Luther, comme saint Augustin, inclut la défense de se faire des images dans le premier commandement, Bucer considère cette interdiction des images comme le deuxième commandement. La foi n’est pas seulement confiance, mais aussi connaissance. L’exposé de Bucer est toujours attentif aux conséquences éthiques des affirmations de la foi. La Cène n’est pas considérée comme un symbole. Dans la célébration, le corps et le sang du Christ sont donnés au croyant avec le pain et le vin. Une présence locale du corps et du sang du Christ dans les éléments est écartée.
Trop long pour l’instruction des enfants, le catéchisme de 1534 est remplacé en 1537 par une version abrégée, elle aussi publiée par Bucer au nom des prédicateurs. Ce n’est que maintenant que le mot « catéchisme » apparaît. Plusieurs fois réédité, cet écrit de 1537 est muni de 24 gravures sur bois qui illustrent l’histoire de la création, le baptême, la Cène et l’absolution, le Notre Père ainsi que les commandements. Il comporte aussi des prières et des citations bibliques relatives à quelques aspects de la vie chrétienne.

Une troisième version du catéchisme de Bucer paraît en 1543. Après les textes de base de la foi, il reprend les prières de l’édition de 1537. Une nouveauté frappante : une place est faite au Kirchendienst (service dans l’Église), c’est-à-dire aux ministères et à leur installation, à la confirmation, à la discipline, à la célébration du mariage, aux célébrations cultuelles et au chant.
Pasteur à la cathédrale de Strasbourg, Matthieu Zell a publié deux catéchismes. Le premier, édité deux fois, paraît sans indication de date, probablement dans les années 1535 à 1540. Sous la forme de questions-réponses, il traite des Dix commandements, de la foi chrétienne, du Notre Père, des sacrements, des clefs, du Royaume et, en lien avec l’Ave Maria, de l’incarnation. Il souligne que tout ce qu’il y a dans le symbole apostolique doit être cru. La foi est au-dessus de la raison et le croyant met sa confiance en la toute-puissance de Dieu. Il s’en remet à l’autorité de l’Écriture sainte. Quant à l’Église, elle est une réunion des croyants à travers les temps ; cependant le croyant ne met pas sa confiance en l’Église, mais seulement en Dieu. Zell rejette le recours de certains mouvements dissidents à la lumière intérieure, mais fait place à l’expérience personnelle du croyant. Soucieux de simplicité, le catéchisme insiste sur l’aspect consolant de la foi et sur le sentiment. Les disputes sur la damnation ou le salut sont jugées oiseuses. On peut relever une certaine proximité avec Luther.

Le second catéchisme publié en 1537, plus bref que le précédent, commence par des questions-réponses sur le décalogue. Les explications de chaque commandement (2-3 pages) s’enracinent de manière pertinente dans le quotidien et sont en général originales.

### L’introduction du Petit Catéchisme de Luther à Strasbourg
Dans son projet d’Ordonnance ecclésiastique, Jean Marbach, surintendant de l’Église de Strasbourg, regrette que « chaque pasteur ait, selon son bon plaisir, formulé son propre catéchisme […]. Il est donc nécessaire d’adopter dans toutes les églises de la ville et en-dehors d’elle un catéchisme commun et de l’utiliser sous une même forme auprès des jeunes ». Il rappelle les divers catéchismes rédigés dans le passé à Strasbourg. Bien qu’élaborés par des hommes savants tels que Bucer, Capiton et Zell, ils ne conviennent pas, selon Marbach, pour l’instruction des jeunes à cause de leur prolixité. « C’est pourquoi », écrit-il, « nous avons choisi le Petit Catéchisme de Luther qui est concis et que les jeunes peuvent comprendre ». Mais on a conservé la distinction établie dans le passé entre le premier commandement et le second qui porte sur les images. Une sixième partie a été ajoutée qui ne figurait pas dans la version primitive du texte de Luther et qui portait sur le pouvoir des clefs, la pénitence chrétienne ainsi qu’un tableau domestique, c’est-à-dire un ensemble de passages bibliques destinés aux différents membres de la société et de la famille.

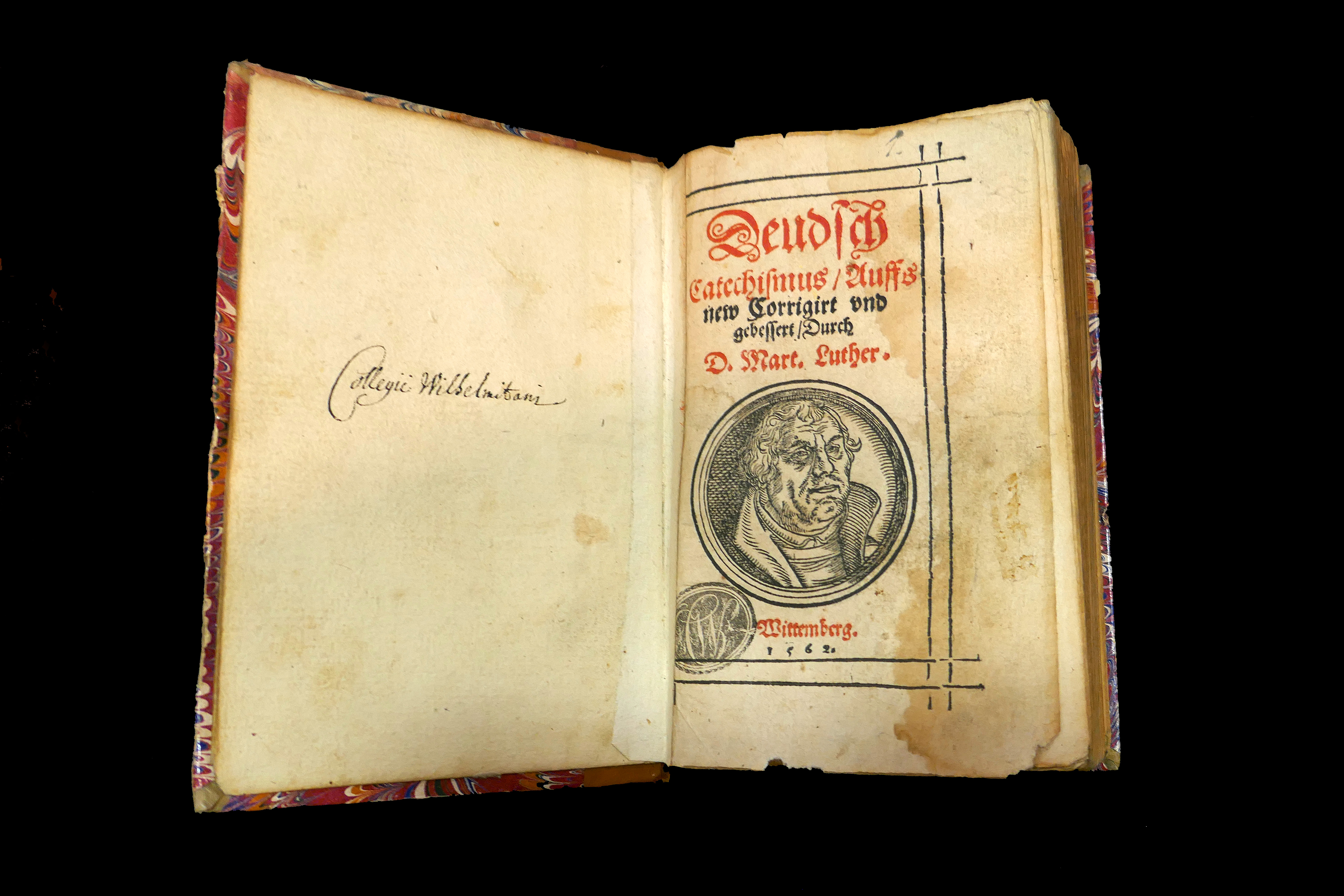
Édition révisée du Petit Catéchisme (1562).

Le catéchisme strasbourgeois comporte donc, à côté d’une préface de Luther, six parties suivant l’ordre établi par Luther : le décalogue, la foi chrétienne, le Notre Père, le baptême, la sainte Cène  le pouvoir des clefs, ainsi que les symboles de Nicée et d’Athanase qui figuraient dans l’écrit de Luther. Marbach avait déjà adopté ce catéchisme pour son usage personnel. Après avoir obtenu l’accord du Magistrat de la ville pour l’introduire dans toutes les paroisses, le Petit Catéchisme de Luther revu par Marbach paraît probablement en 1557. Le premier exemplaire conservé date de 1559. Il fut souvent réédité au cours des années ultérieures, avec divers ajouts.

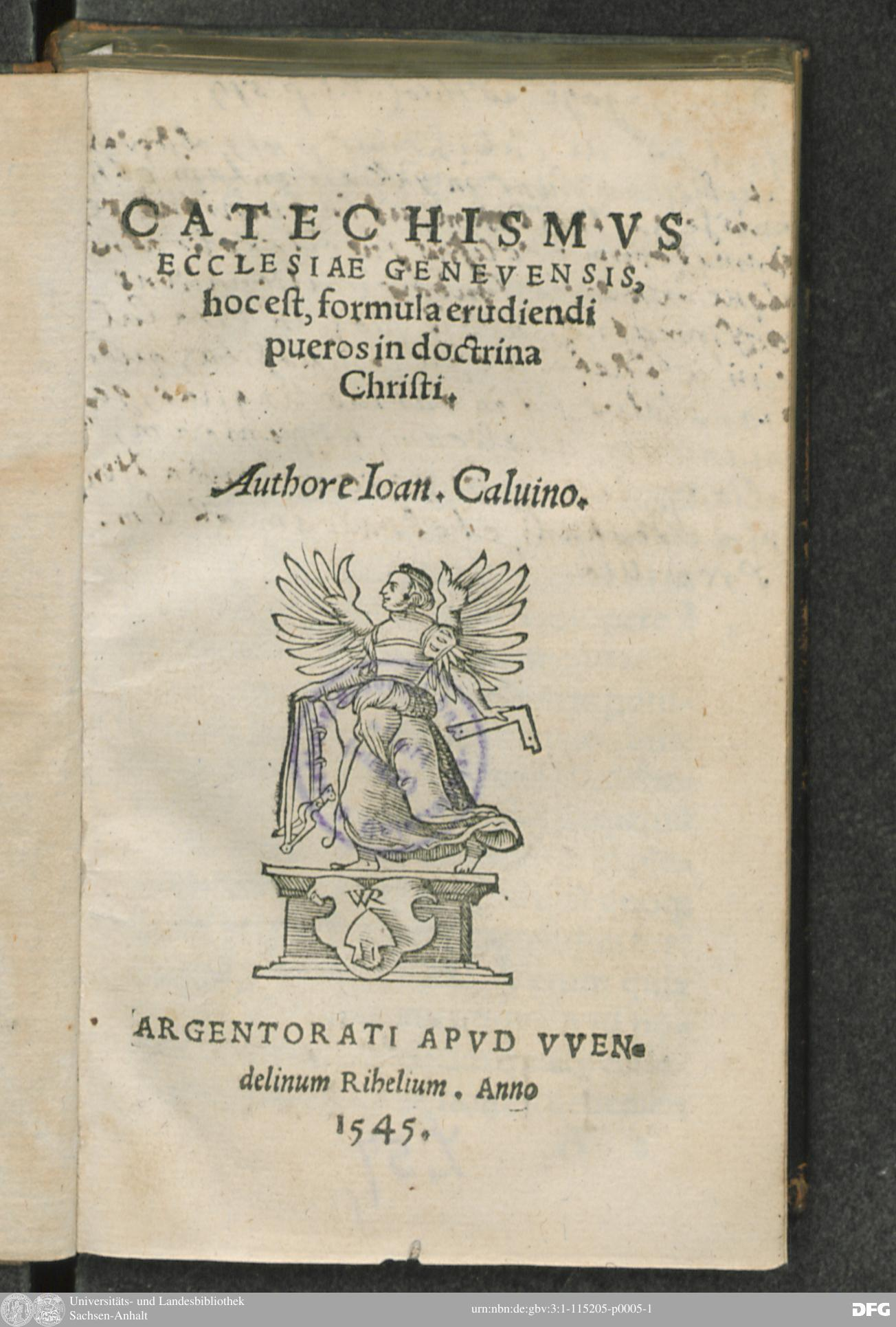
Jean Calvin, Catéchisme de Genève (éd. 1545).

Marbach n’a pas réussi à introduire ce catéchisme dans la paroisse française fondée par Calvin en 1538. Le Magistrat se contenta de proposer à la communauté française le catéchisme de Bucer dont Sleidan venait de commencer la traduction. Mais sans doute cette paroisse a-t-elle utilisé aussi le catéchisme de l’Église de Genève, élaboré par Calvin et publié en 1541-1542, mais un seul exemplaire de l’édition de 1545 a été conservé. Relevons aussi la Brève confession de la foi chrétienne du pasteur Garnier, à l’œuvre dans cette communauté, rééditée à Strasbourg en 1555.
Dans son projet de l’Ordonnance, Marbach précise le déroulement de l’instruction catéchétique. Au cours des années, les enfants doivent apprendre par cœur successivement les textes du Notre Père, de la foi, du décalogue, du baptême et de la Cène  puis ceux relatifs à la pénitence, puis les explications relatives à ces textes. S’y ajoutent ensuite des textes bibliques et le chant des psaumes.

L’Ordonnance ecclésiastique de 1598, qui contient également le texte du Petit Catéchisme de Luther, a repris cet agencement de l’instruction. Elle souligne la nécessité « d’interroger avec zèle les enfants sur ce qu’ils ont appris pendant la semaine avec leurs parents ou dans les écoles ».
Le Petit Catéchisme de Luther a été souvent réimprimé au 17e et au 18e siècle. Une édition bilingue (allemand-français) et illustrée est publiée en 1611. Des prédications ont porté sur le catéchisme. Les plus connues sont celles de Dannhauer, publiées au 17e siècle sous le titre Katechismusmilch.
D’autres catéchismes ou manuels dogmatiques sont utilisés à la Haute École devenue Université en 1621 pour transmettre la foi luthérienne. C’est le cas du catéchisme de David Chytraeus publié en 1572 (213 pages), du manuel religieux d’Elias Hutter, tous les deux en latin, ou encore de la Petite école de catéchisme (469 pages) de Justus Gesenius, en langue allemande, réimprimé aussi sous une forme abrégée. En 1641 le pasteur Friedrich Heuppel publie une Christliche Hausschule de 454 pages, destinée aux parents chrétiens pour les équiper, sur la base d’une information poussée sur la doctrine luthérienne, en vue de l’instruction religieuse qu’ils doivent dispenser aux enfants.

En 1683, le Magistrat de Strasbourg adopte un ensemble de propositions émises par le Convent ecclésiastique, c’est-à-dire l’ensemble des pasteurs strasbourgeois. Les enfants devaient être répartis dans diverses classes selon leur âge ou leur avancement dans l’instruction. Les pasteurs devaient être secondés par des diacres et des étudiants boursiers pour l’examen oral  des jeunes et le maintien de la discipline. Des cantiques devaient être appris en grand nombre. Il ne fallait pas lire tous les dimanches les six parties du catéchisme. Les interrogatoires ne devaient pas durer trop longtemps. Les enseignants devaient choisir librement dans le catéchisme ce qu’ils voulaient enseigner.

### Une évolution de la catéchèse sous l'influence du piétisme
Vers la fin du 17e siècle, l’émergence du piétisme, marqué par l’activité et les publications de l’Alsacien Philippe-Jacques Spener, touche aussi l’instruction catéchétique. Spener publie en 1677 Une explication de la doctrine chrétienne selon l’ordre du Petit Catéchisme du bienheureux Martin Luther, sous la forme de 1 283 questions-réponses. Soucieux, comme l’orthodoxie luthérienne, de définitions précises, ce catéchisme se propose pourtant de proposer à la fois l’explication des vérités de la foi et l’édification du croyant. Réimprimé plus de vingt fois, il est destiné plutôt à la lecture et à la méditation qu’à la mémorisation. Seuls les versets bibliques devaient être appris par cœur. Selon Spener, il ne faut pas s’arrêter aux mots, mais à leur sens, enraciner la catéchèse dans la Bible et orienter tout dans la perspective d’une vie chrétienne. Attentif à la dimension affective, il veut faire pénétrer les affirmations doctrinales dans le cœur. Selon diverses sources, ce catéchisme était présent aussi dans diverses familles alsaciennes au 18e siècle. Mais officiellement c’est toujours le Petit Catéchisme de Luther qui est utilisé dans l’instruction catéchétique dispensée dans les paroisses et les écoles.
On peut signaler d’autres publications catéchétiques de type piétiste, présentes surtout dans le domaine privé. En 1728 paraît ainsi un livre intitulé Les premières lettres de la Parole de Dieu par un enseignant chrétien, qui s’écarte de l’ordre du Petit Catéchisme. Il traite de la foi en Dieu et de l’homme pécheur, sauvé par la foi suscitée par le baptême et confortée par la Cène ; cette foi s’exprime par l’amour et par d’autres vertus, elle est mise à l’épreuve par la croix et confortée par la prière et la relation au Christ, dont le retour est attendu. Aux 40 questions sont apportées des réponses, le plus souvent sous la forme de versets bibliques. Les explications doctrinales sont limitées, l’orientation du texte vise la vie chrétienne. Sur 24 pages, il est question des devoirs des jeunes envers Dieu, envers eux-mêmes et envers les autres.

Diverses autres publications sont clairement destinées à l’instruction religieuse dans les écoles. C’est le cas de la Présentation de la doctrine salutaire sur la base de l’Écriture sainte, du Bref exposé de toute la doctrine chrétienne, et du Simple et chrétien examen des enfants. Si les Brèves questions et réponses de 1761 et ses 1 825 questions se fondent explicitement sur le Petit Catéchisme de Luther, l’Explication catéchétique de la brève Bible pour enfants de 1770, due à Elias Stoeber (de), se base davantage sur la Bible. L’impact des Lumières est sensible dans l’Instruction pour un enseignement de la religion chrétienne publiée par Johannes Herrenschneider (de) en 1778. Manuel dogmatique plutôt que catéchisme, cette publication évoque successivement la religion naturelle, la religion révélée en traitant de Dieu, de la perdition de l’homme et des causes de son salut. Le décalogue, le Credo apostolique et le Notre Père en sont absents.

Après des siècles d’ostracisme, la paroisse réformée de Strasbourg peut disposer enfin d’instruments catéchétiques conformes à sa tradition, imprimés à Strasbourg, en lien notamment avec le Catéchisme de Heidelberg. Deux publications émergent : L’instruction dans les vérités de la foi de 1784 et Brèves questions et réponses des cinq parties principales de la religion chrétienne, Les dix commandements, les douze articles de la foi, le saint baptême, la sainte Cène et le Notre Père de 1787.
Confronté à la diversification des catéchismes utilisés dans les paroisses et les écoles à la suite d'initiatives privées, le Convent ecclésiastique, autorité de l’Église luthérienne, regrette en 1777 cette prolifération et le fait que le Petit Catéchisme de Luther soit négligé. Mais quelques années plus tard il propose lui-même un nouveau catéchisme jugé plus adéquat pour l’instruction des enfants, qui devait être utilisé par tous les pasteurs. Il s’agit d’un catéchisme en usage à Hanovre. D’après le Convent, ce catéchisme se fonde à juste titre davantage sur le texte biblique originel que sur la traduction et les conceptions de Luther. Il est compréhensible par tous et promeut la réflexion plutôt que la mémorisation. Par ailleurs, il atteste l’humilité de l’enseignant qui renonce à faire état de son érudition et à combattre les hérétiques, mais se présente comme un enfant parmi les enfants. Enfin il ne contient pas seulement des articles doctrinaux, mais traite aussi des devoirs et des vertus. De fait, sans toucher à la doctrine traditionnelle, l’accent était mis sur la vie chrétienne. Malgré les protestations du professeur Jean-Michel Lobstein (de), qui stigmatisait les déviations du catéchisme par rapport à la Bible et aux confessions de foi protestantes, le catéchisme fut officiellement introduit en 1792.

## Les catéchismes en usage dans les autres villes et territoires protestants d’Alsace et de Moselle

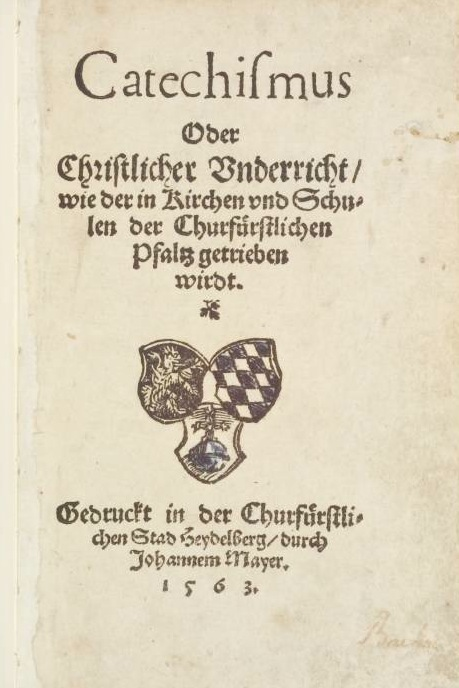
Catéchisme de Heidelberg (éd. 1563).

L’Alsace est une mosaïque de territoires et de villes, dont un tiers est devenu protestant au cours du 16e siècle. Les diverses Ordonnances ecclésiastiques et d’autres textes tels que les rapports d’inspection attestent l’importance accordée à l’instruction catéchétique. Elle doit avoir lieu régulièrement, si possible chaque dimanche ou en semaine et elle doit être contrôlée par des interrogations orales. L’instruction débouche sur la première communion, en passant par la confirmation, mais celle-ci n’est pas attestée partout. On s’efforce aussi d’affermir les connaissances religieuses des adultes en donnant lecture par exemple à chaque culte des Dix commandements, du Notre Père et de la foi apostolique.
Les catéchismes utilisés proviennent le plus souvent soit des villes comme Strasbourg ou Bâle, soit de territoires extérieurs à l’Alsace auxquels ceux d’Alsace étaient rattachés. Dans l’espace luthérien, le Petit Catéchisme de Luther s’impose à partir de la seconde moitié du 16e siècle. Les réformés utilisent en particulier le Catéchisme de Heidelberg.

Il s’agit toujours de transmettre, c’est-à-dire de faire connaître la foi chrétienne, résumée dans le symbole des apôtres, le décalogue, le Notre Père, et d’expliquer ce que sont le baptême et la Cène  en y ajoutant des informations sur le ministère des clefs et la pénitence. Des versets bibliques doivent étayer la base doctrinale. Les textes de base, souvent aussi les explications, doivent être appris par cœur.
Sous l’influence du piétisme et des Lumières, de nouveaux textes apparaissent en plusieurs lieux. Même si les catéchismes antérieurs restent en usage, la mémorisation semble perdre en importance et les textes bibliques prennent plus de place.

### Les catéchismes en usage à Mulhouse, Colmar et Metz
- Une instruction catéchétique est attestée dès 1523 à Mulhouse, ville alliée à la Confédération helvétique en 1515 et de confession réformée, tendance zwinglienne[37]. En un premier temps, c’est un Kinderbericht[38] qui est utilisé. Le texte figure dans l’Agende (liturgie) de Bâle, réimprimée à Mulhouse en 1564. Il était l’œuvre des théologiens bâlois Myconius et Œcolampade. Une version révisée, avec quelques différences par rapport au modèle bâlois, paraît à Mulhouse en 1580. Les cinq parties de ce texte concis traitent successivement du baptême, des douze articles de la foi, des Dix commandements, du Notre Père et de la Cène  Les diverses questions du catéchisme doivent être traitées dans le cadre du culte dominical. Elles sont donc réparties sur les 53 dimanches de l’année. Quelques prières sont ajoutées à la fin du texte. Ce catéchisme reste en usage jusqu’en 1733, date à laquelle on introduit à Mulhouse la traduction allemande du Catéchisme ou instruction dans la religion chrétienne de Frédéric Osterwald. Neuf chapitres de ce catéchisme exposent l’histoire biblique depuis la création du monde jusqu’à l’enseignement des apôtres. Un trait caractéristique, tributaire de l’esprit du temps, est l’insistance sur les devoirs du chrétien.
- À Colmar, ville passée à la Réforme en 1575, une première phase est proche de la théologie réformée comme l’atteste une Brève instruction pour ceux qui veulent aller communier[39]. À partir de 1633, la ville s’oriente vers le luthéranisme. Le Grand Catéchisme dans lequel les principales parties de la religion chrétienne avec de brèves explications… est publié dans l’Ordonnance ecclésiastique de 1648[40] et réédité jusqu’en 1786. Il reprend le catéchisme du Wurtembergeois Brenz et celui de Luther tel qu’il figure dans l’Ordonnance ecclésiastique de Strasbourg de 1598. Une version plus brève de ce catéchisme a sans doute été utilisée. En complément du Grand Catéchisme a paru en 1716 un Geistliches Schatzkämmerlein, exposant de manière sommaire la foi évangélique selon l’Écriture sainte, le Grand Catéchisme et la Confession d'Augsbourg[41].
- À Metz où le culte réformé est toléré pour un temps à partir de 1561, un « catéchisme général » est mis en place dès cette date pour les enfants et les adultes. Le pasteur Paul Ferry publie en 1654 un Catéchisme général de la Réformation de la Religion[42]. C’est davantage une apologie de la religion réformée qu’un manuel catéchétique. Les quatorze questions et réponses traitent de la religion en général, de l’Église chrétienne et de la nécessité de la Réformation. Le décalogue, la foi apostolique et le Notre Père ne sont pas mentionnés, mais il est question du Christ et de son œuvre salutaire ainsi que des sacrements.

### Les catéchismes du comté de Horbourg et les seigneuries de Riquewihr et de Ribeauvillé
- En 1534, le comté de Horbourg et la seigneurie de Riquewihr sont passés au protestantisme comme le Wurtemberg dont ils faisaient partie. En 1543 paraît un Catéchisme et instruction dans la foi chrétienne[43], muni d’une préface des « serviteurs de la Parole dans le comté de Horbourg et la seigneurie de Riquewihr ». Évoquant  le « bref catéchisme utilisé jusque-là », sans doute celui de Brenz, le catéchisme de 1543 contient d’abord les textes du Notre Père, de la foi chrétienne, des Dix commandements, des sacrements et de l’usage des clefs. L’explication les traite dans un autre ordre en commençant par la foi. Une proximité avec le Petit Catéchisme de Luther est perceptible. Par contre, l’explication de la Cène rappelle plutôt Bucer quand il est dit que « le Christ donne son corps et son sang aux croyants avec le pain et le vin ». Des prières, des chants et un vaste tableau domestique complètent l’exposé doctrinal. Mais la luthéranisation du Wurtemberg, qui s’exprime dans l’Ordonnance ecclésiastique de 1559, introduite aussi dans les deux territoires alsaciens en 1550, allait imposer l’usage du catéchisme de Brenz et, avec lui, une conception proprement luthérienne de la Cène. Le Petit Catéchisme de Luther allait être utilisé, lui aussi.
- On manque d’informations sur les catéchismes utilisés dans la seigneurie de Ribeaupierre[44] qui comportait à Sainte-Marie-aux-Mines une paroisse réformée et une paroisse luthérienne. C’est dans cette dernière que le pasteur Christian Carl Beyser a publié en 1767 un catéchisme[45] qui contient le Petit Catéchisme de Luther, en reprenant pour la sixième partie et les prières le texte de l’Ordonnance ecclésiastique de Colmar, et en y ajoutant diverses annexes.

### Les catéchismes des comtés de Hanau-Lichtenberg et de Sarrewerden

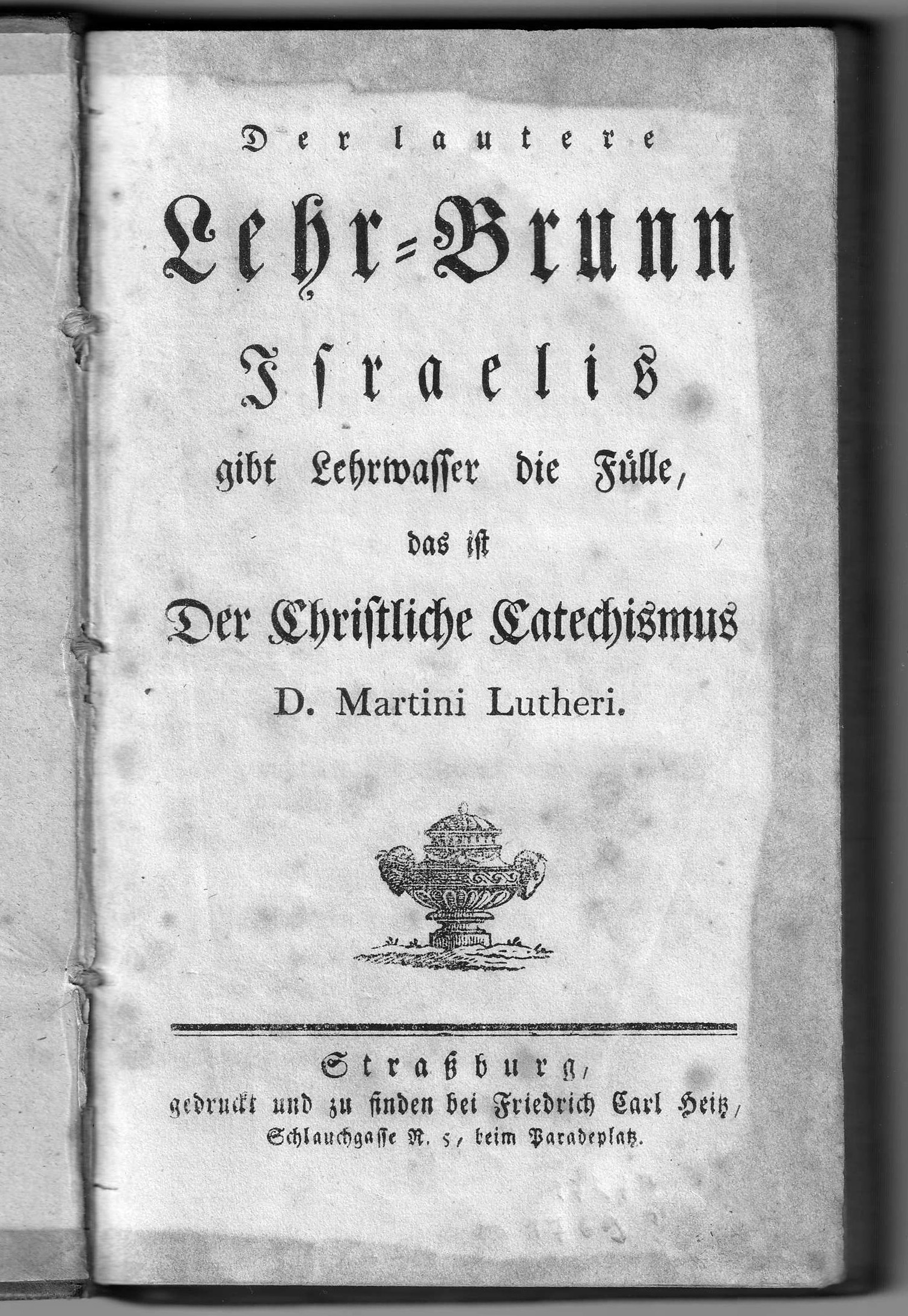
Der lautere Lehrbrunn Israelis (éd. 1900).

- En 1545, le protestantisme fut introduit dans une partie du Hanau-Lichtenberg, réunifié en 1570. En 1545, c’est le texte élaboré par Bucer en vue de la Réformation du diocèse de Cologne[46] qui fut la base du changement. Mais il ne comportait pas de catéchisme. Au lieu de reprendre le catéchisme de Bucer de 1543, on adopta en 1546 le Petit Catéchisme de Luther, décision confirmée par l’Ordonnance ecclésiastique de 1573. Selon celle-ci, les visiteurs devaient, lors de leur inspection, s’enquérir si les jeunes étaient capables de prier et s’ils fréquentaient souvent la Cène  en sachant ce qu’elle signifie. Les parents étaient incités à veiller à leur instruction catéchétique. Après la parution, en 1659, d’une Ordonnance ecclésiastique considérablement augmentée, un nouveau catéchisme était publié en 1664 par le surintendant de Bouxwiller Georg Wegelin, sous le titre Der lautere Lehrbrunn Israelis[47] (La pure fontaine doctrinale d’Israël), texte inspiré d’un catéchisme paru à Gotha en 1642, dont il reprend les six parties du Petit Catéchisme de Luther, mais la sixième partie relative à la confession est élargie. C’est le cas aussi du tableau domestique. Un deuxième grand ensemble contient une explication élargie des éléments de la doctrine, suivie de passages bibliques relatifs aux fêtes de l’année liturgique et au catéchisme. L’exposé relatif aux sacrements recourt à la polémique contre les calvinistes et les anabaptistes, mais aussi contre les catholiques. La polémique disparaît dans une réédition de 1757.
 Le catéchisme qui paraît en 1769[48], réédité plusieurs fois, n’a plus rien à voir avec celui de Wegelin. Il reprend pour l’essentiel un catéchisme en usage au Danemark et traduit en allemand en 1741. Il est, lui aussi, conforme à la tradition luthérienne. Il sera en usage pendant de nombreuses générations et utilisé même encore par quelques pasteurs au début du 20e siècle. Un autre catéchisme, publié par le pasteur Moritz Kromayer en 1727[49], n’a pas été très répandu. Il se fonde aussi sur le Petit Catéchisme de Luther, mais l’élargit avec toutes sortes d’explications et d’ajouts en s’orientant, selon ses dires, vers un christianisme actif.
- Le comté de Sarrewerden, d’obédience luthérienne mais qui accueille des réfugiés huguenots, dispose d’une Ordonnance ecclésiastique de 1574[50]. Celle-ci prévoit l’usage du Petit Catéchisme de Luther sans la 6e partie, mais complété par un texte de Nassau qui relevait des mêmes autorités. Au 18e siècle paraissent encore divers écrits de type catéchétique dont une Explication et un élargissement des questions catéchétiques provenant de Nassau, publiée par le surintendant Johann Philipp Elwert, tributaire de la tradition luthérienne, mais marqué aussi par le piétisme. Plus concis était un Catéchisme de la doctrine chrétienne de 1727. Dans les sept villages welches du comté habités par les huguenots, on a utilisé probablement le Catéchisme de Heidelberg.

### Les catéchismes du Ban de la Roche et du Palatinat
- On est mal informé sur les premiers catéchismes utilisés dans la seigneurie du Ban de la Roche[51]. Les pasteurs du 17e siècle, presque tous originaires de Montbéliard jusqu’en 1726, ont probablement utilisé une version du catéchisme de Montbéliard. En 1730, le pasteur Naguel de Rothau publie un catéchisme original ayant pour titre Les Premiers Éléments de la Religion, ou Instructions chrétiennes pour les jeunes gens qui se veulent présenter à la table du Seigneur ; et ensuite pour tous ceux qui, étant peu instruits, désirent de commencer dignement et de vivre en bons chrétiens pour s’assurer de leur salut éternel[52]. La première partie contient une sorte de dogmatique populaire. Dans la seconde se trouvent le Credo, le décalogue, le Notre Père, les sacrements ainsi que des prières. La religion est définie comme « la manière de connaître et de servir Dieu ». Elle se fonde sur l’Écriture sainte et, en accord complet avec celle-ci, sur le Petit Catéchisme de Luther et sur la Confession d’Augsbourg. La matière catéchétique proprement dite est présentée dans la seconde partie sous la forme de 406 questions-réponses. Elle critique une foi purement formelle. Il ne suffit pas « pour être chrétien d’être batisé, de reconoitre Jésus Christ pour le Sauveur du monde et de se conformer aux cérémonies extérieures de la Religion chrétienne ». Ce qui importe plus que la simple appellation « luthérien », c’est de « régler sa vie sur celle de Jésus Christ, le seul modèle et exemple des chrétiens ».
Une instruction catéchétique était dispensée dans les écoles les mercredis et samedis de 16 heures à 17 heures. Au temps d’un autre pasteur du Ban de la Roche, Jean Georges Stuber (1722-1797), il y a aussi une instruction dans l’église le dimanche après-midi.

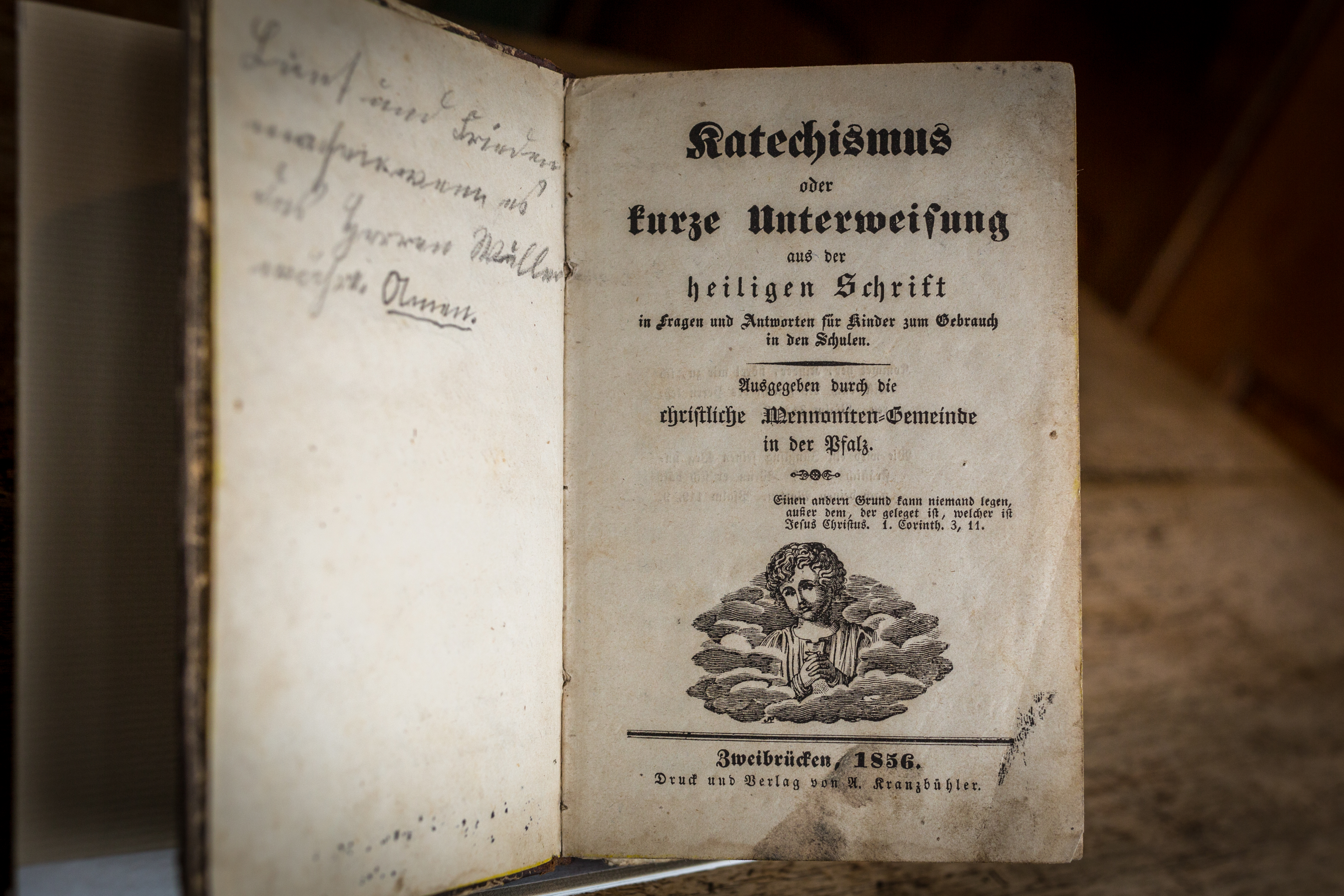
Catéchisme utilisé par la communauté mennonite du Palatinat, 1856 (Musée alsacien de Strasbourg).

- Le bailliage de Cleebourg, comportant dix villages, faisait partie du comté de Deux-Ponts. Jusqu’en 1588, c’est le Petit Catéchisme de Luther qui y est en usage. Après le passage du duc Jean à la confession réformée, un catéchisme d’inspiration réformée est publié par l’inspecteur réformé Pantaléon Candide[53], vivement combattu par des théologiens luthériens.
- Pour le bailliage de Bischwiller relevant également des Deux-Ponts, le premier pasteur protestant Gervasius Schuler (1525-1529) avait publié une explication du Notre Père, aujourd’hui disparue. Par la suite, le catéchisme de Pantaléon Candide y fut sans doute introduit avant de céder la place au Catéchisme de Heidelberg, puis à un catéchisme rationaliste à la fin du 18e siècle. La paroisse luthérienne, établie aussi dans la ville, a utilisé sans doute le Petit Catéchisme de Luther.
- C’était aussi le cas dans le comté de la Petite-Pierre. Vers la fin du 18e siècle apparaît aussi un catéchisme d’origine nurembergeoise. Dans les territoires relevant du prince-électeur du Palatinat, en particulier les bailliages d’Altenstadt (Oberseebach, Schleithal), c’est surtout le Catéchisme de Heidelberg qui est imposé.

## Le renouveau catéchétique depuis leXIXesiècleà nos jours
En 1802 était mise en place une Église de la Confession d’Augsbourg d’Alsace et de Lorraine réunissant les quatre-cinquièmes des luthériens d’Alsace, alors que les réformés se répartissaient en cinq consistoires. En un premier temps, pendant le premier tiers du 19e siècle, on continua d’utiliser le Petit Catéchisme de Luther, le Lauterer Lehrbrunn, ou d’autres catéchismes élaborés au 18e siècle. L’un ou l’autre essai catéchétique nouveau apparait certes, comme l’Instruction religieuse méthodique pour les confirmands du christianisme, surtout dans les paroisses de campagne, publiée par Johann Heinrich Heyler en 1819 à Colmar. Elle ne semble pas avoir été utilisée longtemps. Dans les années 1830, un nouvel élan se manifeste. En 1834 les inspecteurs Edel et Bockel créent une Conférence pastorale à laquelle furent invités tous les pasteurs d’Alsace et de Moselle. Elle allait jouer jusqu’au 20e siècle un rôle important, non seulement dans la discussion de questions théologiques et pastorales, mais aussi dans l’élaboration d’un certain nombre de textes et de recueils. En 1835, la décision fut prise d’élaborer un nouveau catéchisme. La commission mise en place à cet effet proposa en 1836 de prendre pour base le catéchisme mis en place dans le pays de Bade, en l’adaptant aux besoins des Églises protestantes françaises de langue allemande.
Après la première édition de 1837, il connut encore plusieurs éditions tout au long du siècle. Pour commencer, une partie, paginée à part, contient les dix commandements selon la numérotation alsacienne, c’est-à-dire un deuxième commandement concernant les images, ainsi qu’une partie du Petit Catéchisme de Luther. Une sixième partie, qui n’est pas de Luther, concernait le ministère des clefs et la confession. 

Un développement de 122 pages reprenait ensuite, pour l’essentiel, l’agencement du catéchisme badois, mais y apportait des changements dans le choix des citations bibliques, ajoutait des versets de cantiques, de brèves présentations de l’histoire religieuse préchrétienne, de la religion chrétienne et de la Réformation en Alsace. Les 217 questions-réponses traitent d’abord de la religion chrétienne, de la révélation de Dieu et de l’Écriture sainte. Une première grande partie de ce développement présente la foi. Il est question de Dieu, de Jésus Christ et du Saint-Esprit et, en rapport avec ce dernier, des sacrements. Dix questions traitent de l’immortalité de l’âme et de la vie à venir. Les questions 110 à 217 (la moitié du volume) exposent les devoirs du chrétien envers Dieu, envers soi-même et envers le prochain. Tout en reprenant la doctrine trinitaire, le salut par la grâce et une définition du sacrement comme signe visible de la grâce de Dieu, le catéchisme reflète une théologie libérale et l’héritage des Lumières. L’homme est défini comme créature douée d’une âme immortelle, de raison et d’une volonté libre. Par son enseignement, le Christ nous a libérés de l’ignorance et de la superstition. Par sa vie vertueuse, il est devenu pour nous un modèle, par sa souffrance et sa mort, il a confirmé la vérité de son enseignement. Quand nous mourons, l’âme immortelle passe dans une autre vie, la résurrection et l’ascension du Christ ayant garanti l’immortalité de l’âme. La vertu sera récompensée et l’iniquité punie.

### La réaction du confessionnalisme luthérien
Le catéchisme de 1837 suscite l’irritation du mouvement luthérien confessionnel qui émerge vers 1840. Un tract de Weyermuller des années cinquante stigmatise les erreurs qu’il pense y trouver. Plus efficace sera l’engagement du pasteur Frédéric Horning (1809-1882) qui va plaider avec ses amis en faveur du seul catéchisme de Luther dans la catéchèse paroissiale. Mais la commission de catéchèse de la Conférence pastorale récuse en 1856 l’autorité donnée au Petit Catéchisme et à la Confession d’Augsbourg. Elle propose même d’interdire deux livres du luthéranisme orthodoxe, la Straßburger Kinderbibel du 16e-17e siècle, rééditée par Horning en 1854, et le Catéchisme de Colmar. Horning et ses amis protestent dans un mémoire adressé aux autorités de l’Église. Finalement la plupart des anciens catéchismes restent autorisés. Horning fut aussi à l’origine d’une traduction française du Grand Catéchisme de Luther, publiée en 1855. Le Petit Catéchisme était traduit depuis des siècles. Les pasteurs se réclamant de la tradition luthérienne stricte continuent tout au long du 19e et du 20e siècle d’utiliser ce Catéchisme, soit en se limitant au texte de Luther, soit en utilisant aussi le Lauterer Lehrbrunn Israelis qui y ajoutait près de 170 pages d’explications et de citations bibliques. La publication en 1893 par le pasteur Hamm d’une version plus moderne de ce catéchisme suscite un conflit à l’intérieur de la Société évangélique luthérienne de mission intérieure et extérieure créée par Horning en 1848.

Die alte Strassburger Kinderbibel (éd. 1906)
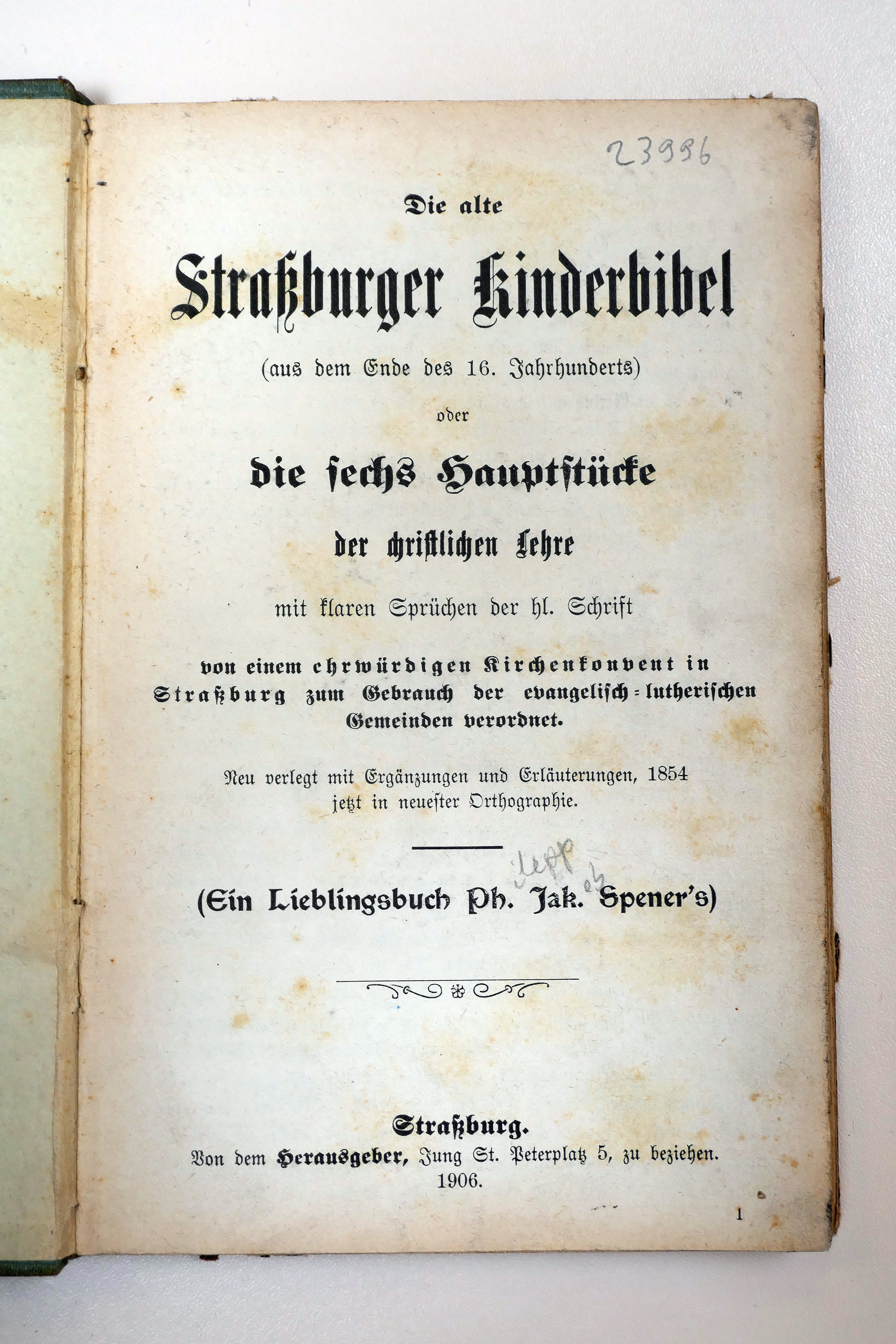
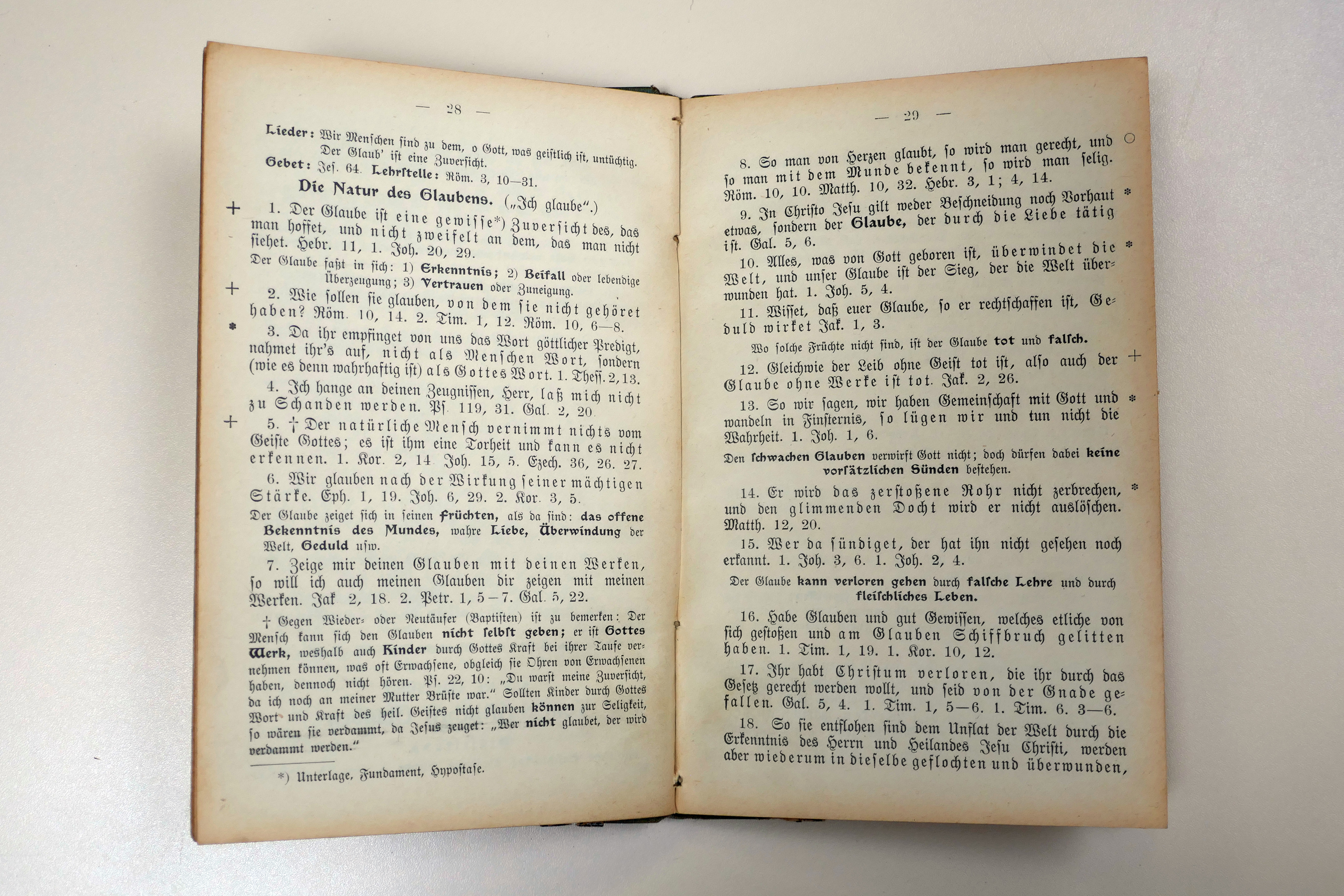
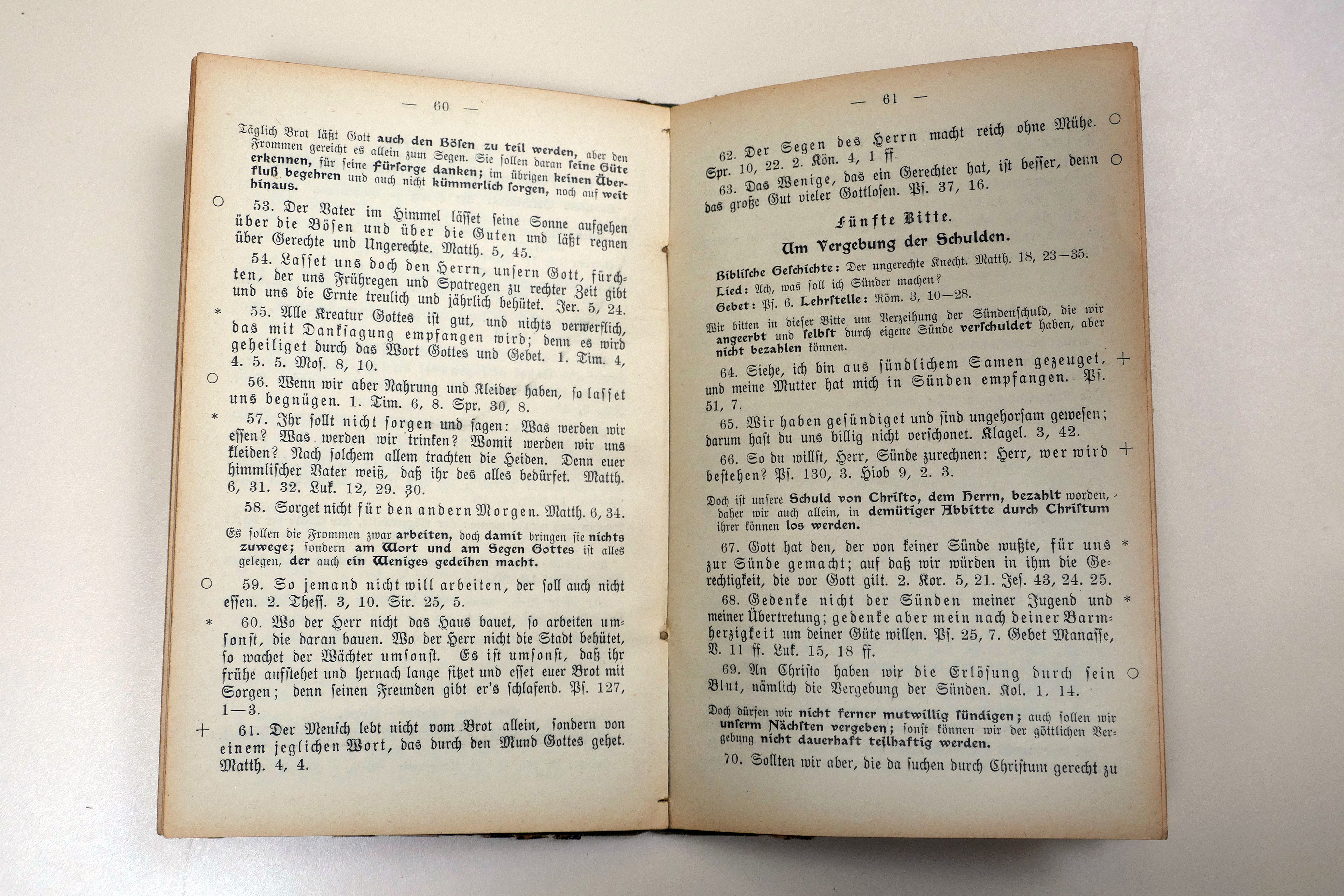

### Le catéchisme de Haerter

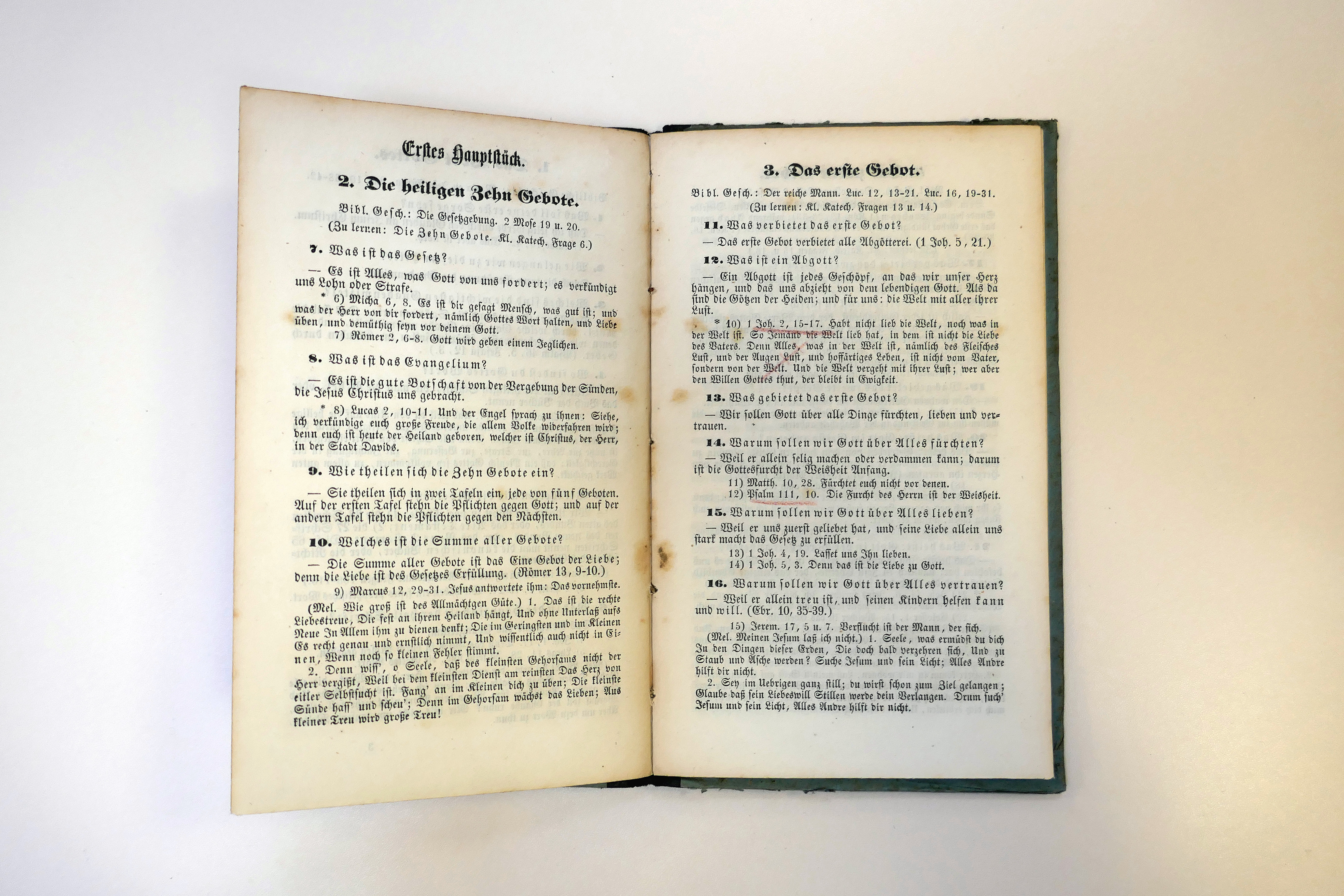
Handbüchlein für Jung und Alt (éd. 1862).

François Haerter (1797-1874) est à l’origine d’un Réveil piétiste dans l’Alsace protestante du 19e siècle. En 1856, il publie un catéchisme qui sera réédité onze fois jusqu’en 1906, sans compter les éditions en langue française, le Petit livre pour jeunes et vieux ou Catéchisme de la doctrine évangélique relative au salut. À partir de la seconde édition, le livre reproduit le Petit Catéchisme de Luther. Le nombre des leçons relatives à la « doctrine chrétienne » est réduit de 60 à 45 leçons, et les citations bibliques passent de 321 à 232. Divers autres remaniements apparaissent au cours des diverses éditions. Ils concernent les prières quotidiennes, les règlements domestiques, la liste des livres de la Bible, l’explication de l’année ecclésiastique, les époques principales de l’histoire de l’Église, la distinction entre les doctrines de l’Église évangélique protestante et de l’Église catholique romaine. Les 45 leçons traitent successivement de la Parole de Dieu, du décalogue (le second commandement concerne les images), de la foi chrétienne, du Notre Père, du baptême, avec trois questions-réponses justifiant le baptême des enfants (les enfants marqués par le péché originel ont aussi besoin d’un Sauveur et le Saint-Esprit peut déjà agir en eux), 6 questions traitent de la confirmation. L’exposé sur la sainte Cène écarte aussi bien la conception sacrificielle catholique que la conception zwinglienne qui réduisait la Cène à un simple repas du souvenir. Il est question ensuite des bienfaits que nous apporte la Cène  de la manière de nous y préparer, puis du ministère des clefs et des trois questions posées aux confirmands. Le catéchisme s’inscrit tout à fait dans l’orthodoxie luthérienne.

### Les confessions de foi réformées
Tout au long du 19e siècle, des catéchismes réformés sont imprimés à Mulhouse. Citons d’abord un catéchisme d’une centaine de pages publié en 1820, Katechismus : oder Inbegriff der christlichen Lehre : zum Gebrauche der evangelischen Konsistorialkirche von Muhlhausen. Il contient d’abord les cinq parties principales de la religion chrétienne et une brève histoire de la religion qui va de la création à la Réformation. 32 chapitres traitent ensuite de la religion en général, de l’Écriture sainte, de la religion chrétienne, du Credo apostolique, de la création et de la Providence, de Jésus Christ, du Saint-Esprit et de l’Église. Place est faite à la raison et ce qu’elle nous dit de l’immortalité de l’âme et du Dieu tout-puissant et bon, ce qui nous est confirmé par la révélation. La sainte Cène est comprise de manière symbolique. Les bonnes œuvres et les devoirs du chrétien occupent près de la moitié du livre.

Katechismus : oder Inbegriff der christlichen Lehre (1820)
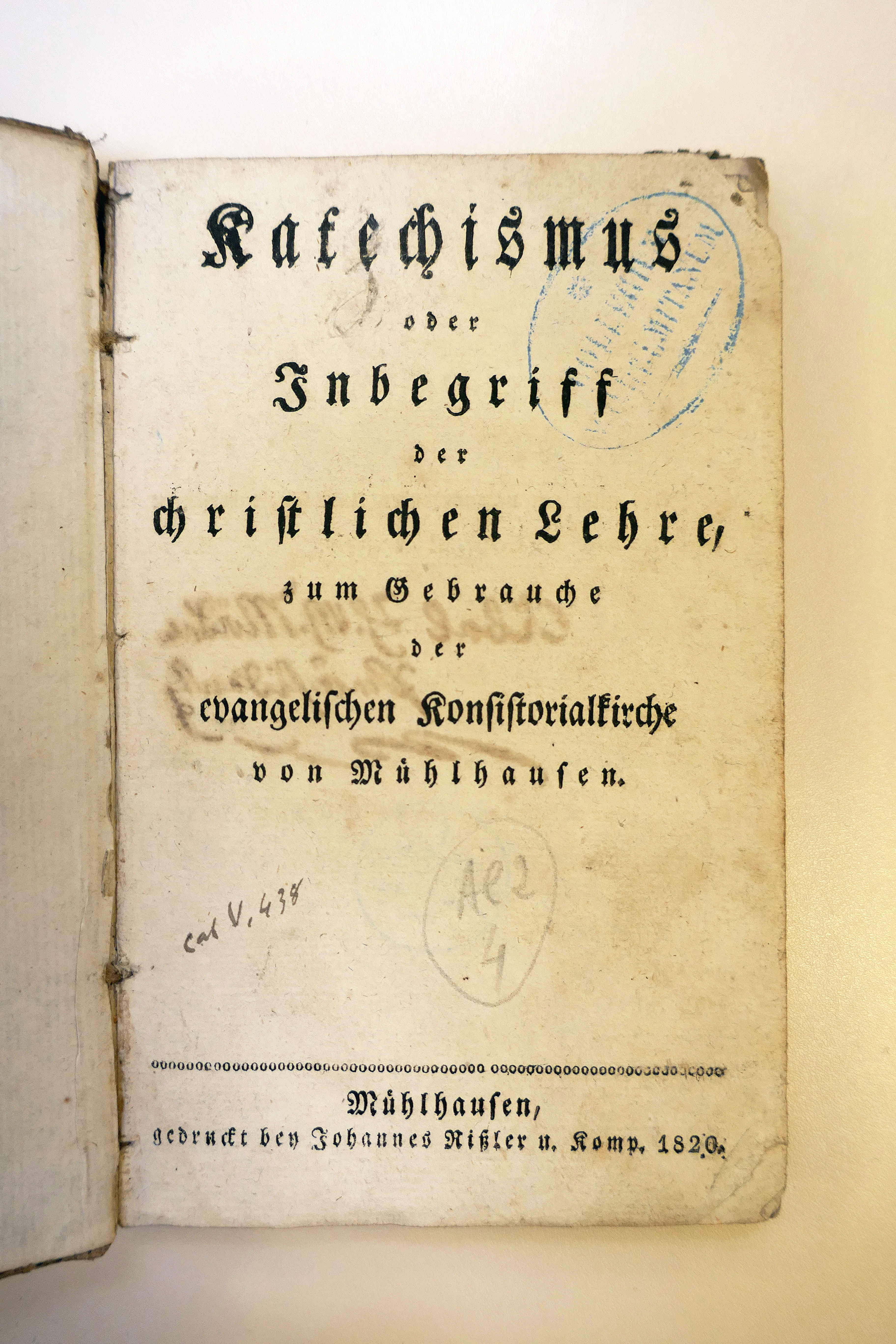
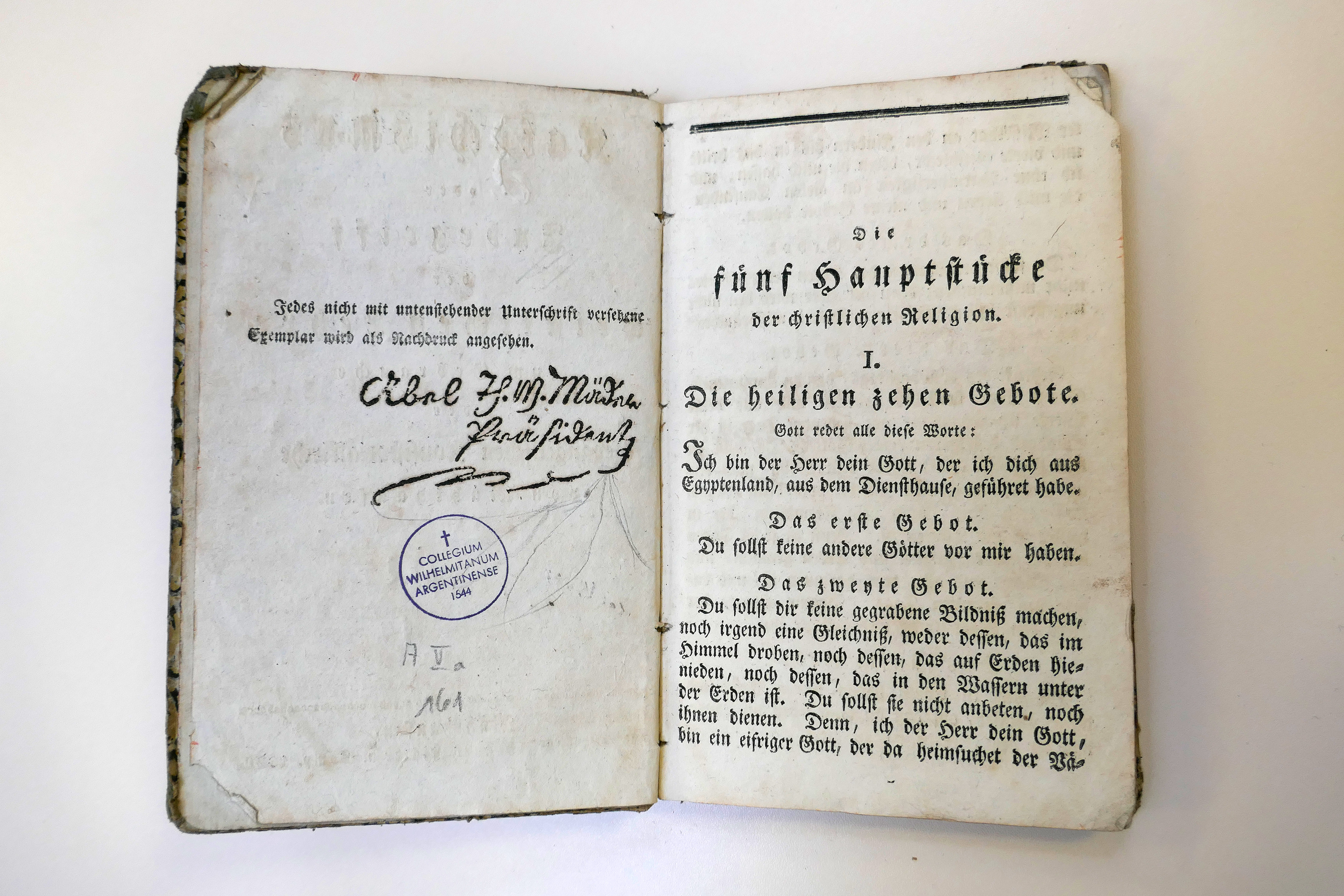
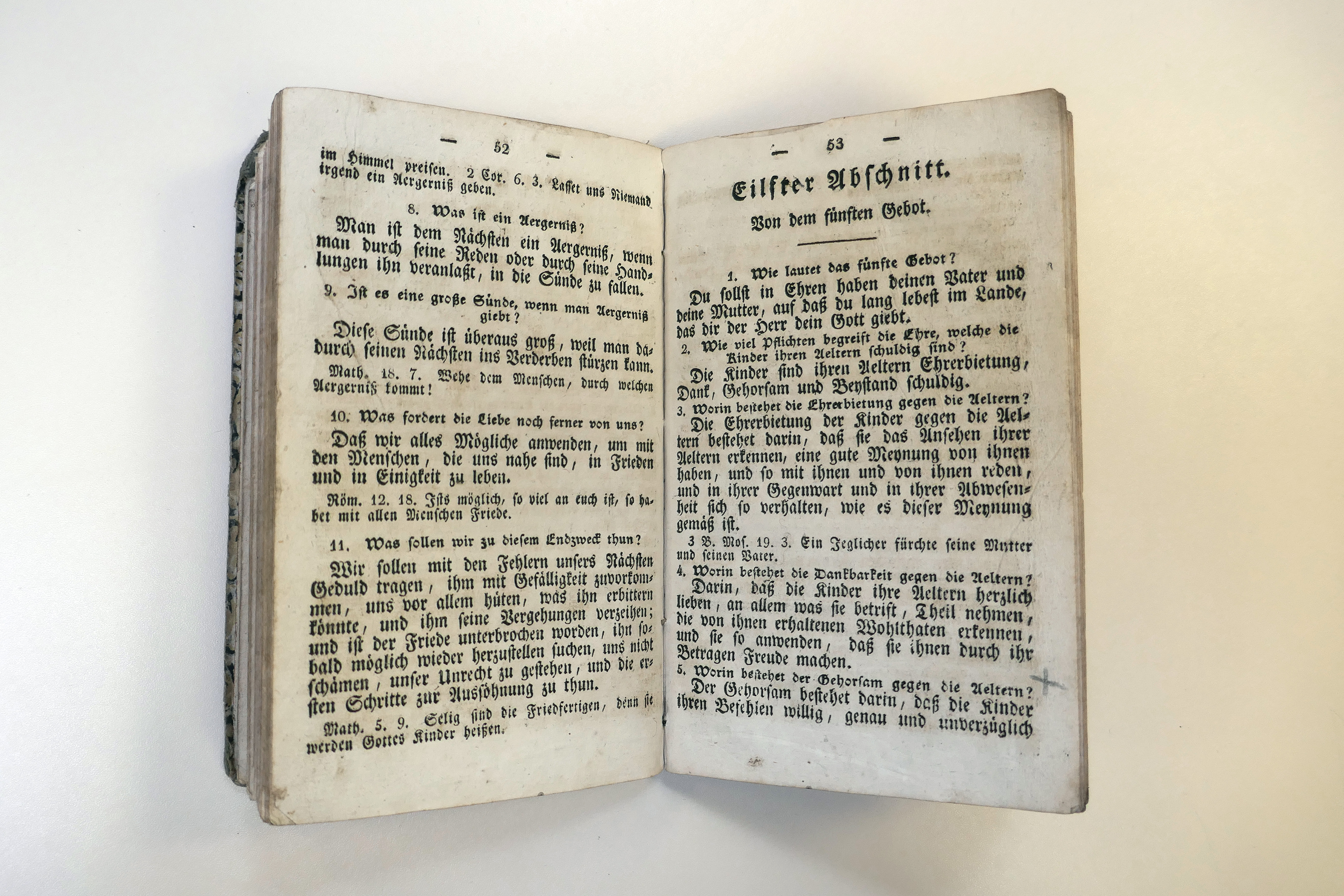

En 1894 paraît en 3e édition à Strasbourg un Catéchisme évangélique réformé pour l’Église, l’école et le foyer. Il se compose de deux parties. La première traite de la doctrine de la foi, la seconde des devoirs des chrétiens, de la prière, de l’Église chrétienne, des saints sacrements, de la vie éternelle et des choses dernières. Une annexe donne la liste des livres bibliques, une autre contient les cinq points principaux du catéchisme chrétien et la dernière propose une « chronologie du royaume du Christ ». « Le pain et le vin de la Cène sont des symboles représentant le corps et le sang du Christ donnés pour nous ».

L’instruction catéchétique réformée s’est souvent fondée en particulier sur le Catéchisme de Heidelberg. La Evangelische Christenlehre publiée par Édouard Stricker en 1904 et rééditée en 1913 reprend pour une large part ce Catéchisme en y ajoutant, à côté de pièces  diverses (en particulier une chronologie de l’histoire du christianisme), un long exposé sur les différences doctrinales entre l’Église catholique romaine et l’Église protestante.

Evangelische Christenlehre (Stricker, éd. 1913)
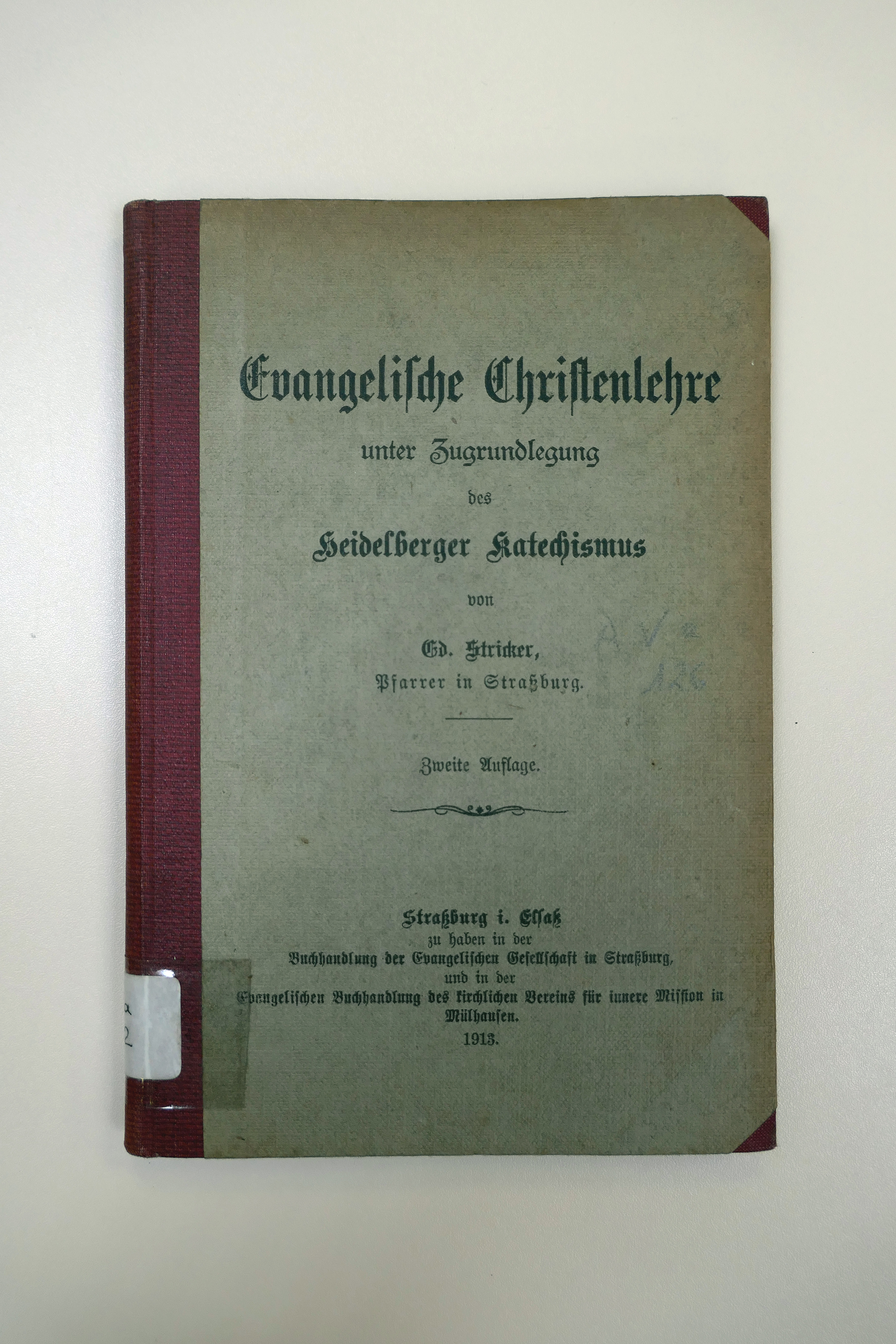
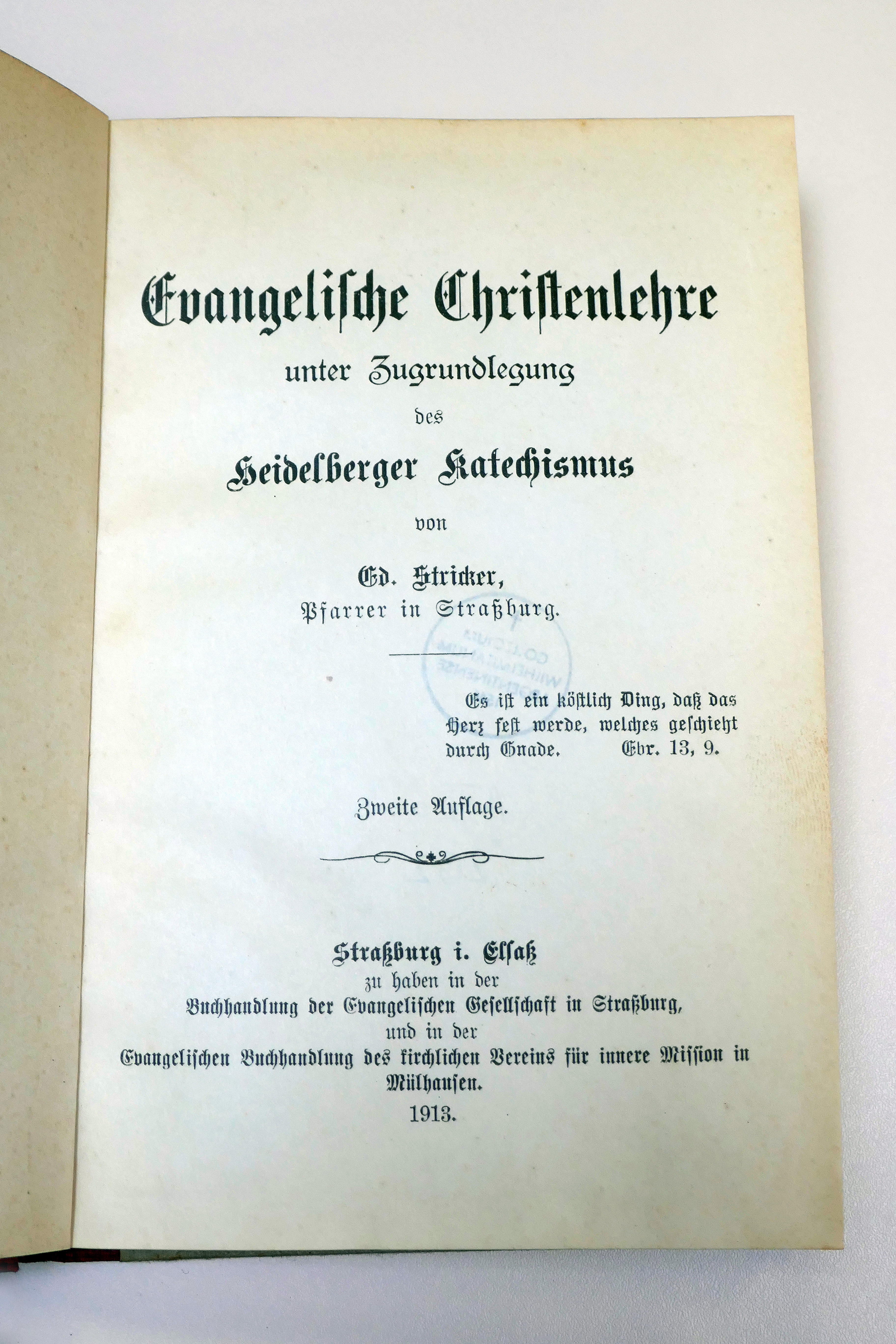
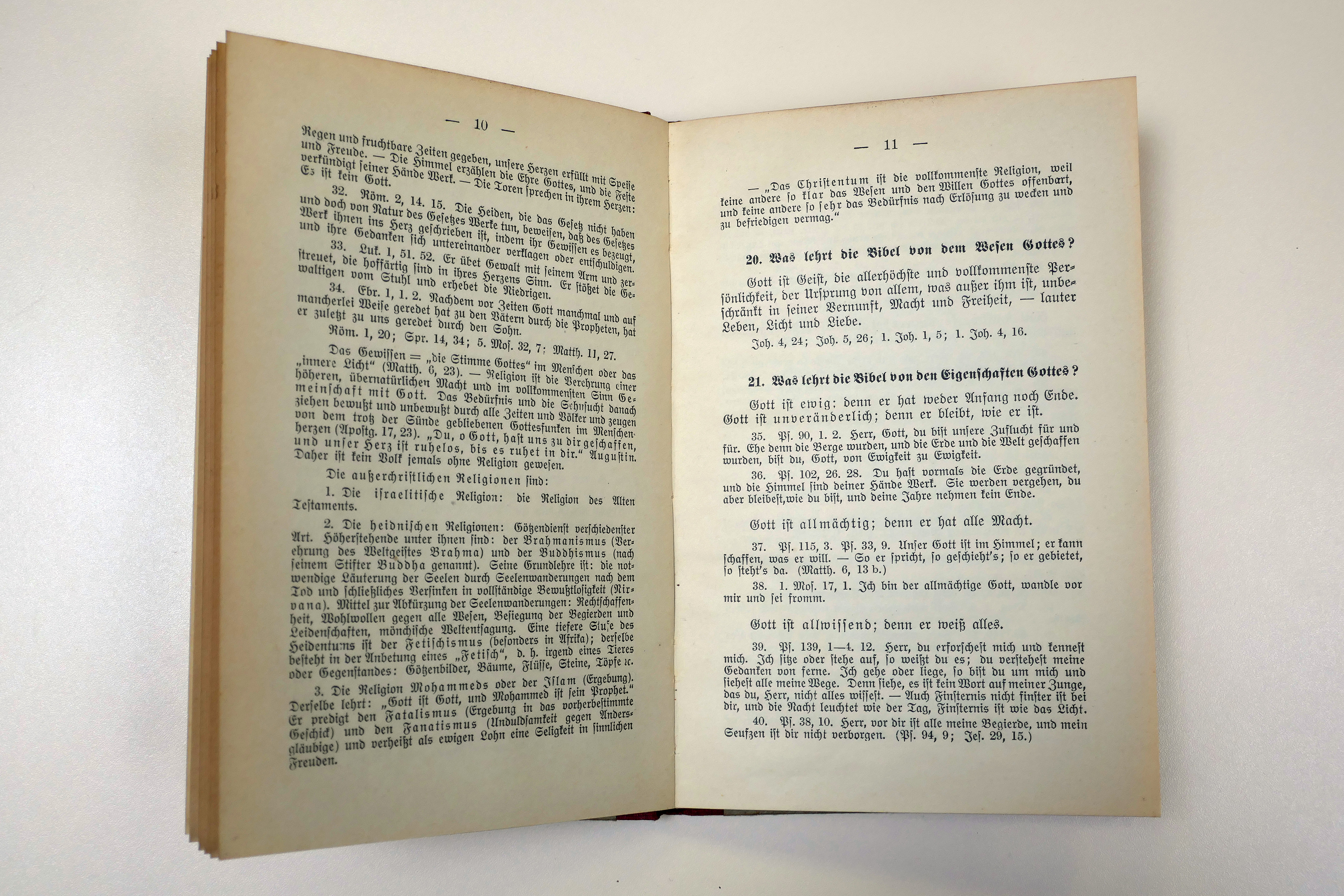

### Les catéchismes des20eet21esiècles
En 1923, la Conférence pastorale de Strasbourg publie en langue allemande un Catéchisme pour l’instruction des confirmands, très différent de celui que la même Conférence avait publié tout au long du 19e siècle. Il sera réédité plusieurs fois jusqu’en 1937. Le concept central est celui de la « religion rédemptrice » (Erlösungsreligion). Le livre, qui frappe par sa concision, est structuré en deux grandes parties : l’histoire de la religion rédemptrice et la doctrine. La première partie traite d’abord brièvement du paganisme et du judaïsme, avant d’aborder la religion chrétienne. Les pages consacrées à cette dernière traitent successivement de la vie de Jésus, de l’histoire de l’Église chrétienne, de « notre Église » et de ce qui la distingue de l’Église catholique et des sectes, de l’année ecclésiastique. À propos de la Cène  les conceptions de Luther et de Zwingli sont rappelées côte à côte. Des prières sont proposées pour la vie quotidienne. Le catéchisme évoque les documents de la religion chrétienne : la Bible, le recueil de cantiques, le Petit Catéchisme de Luther dont les cinq parties sont reproduites, auxquelles s’ajoute une page extraite du Catéchisme de Heidelberg.

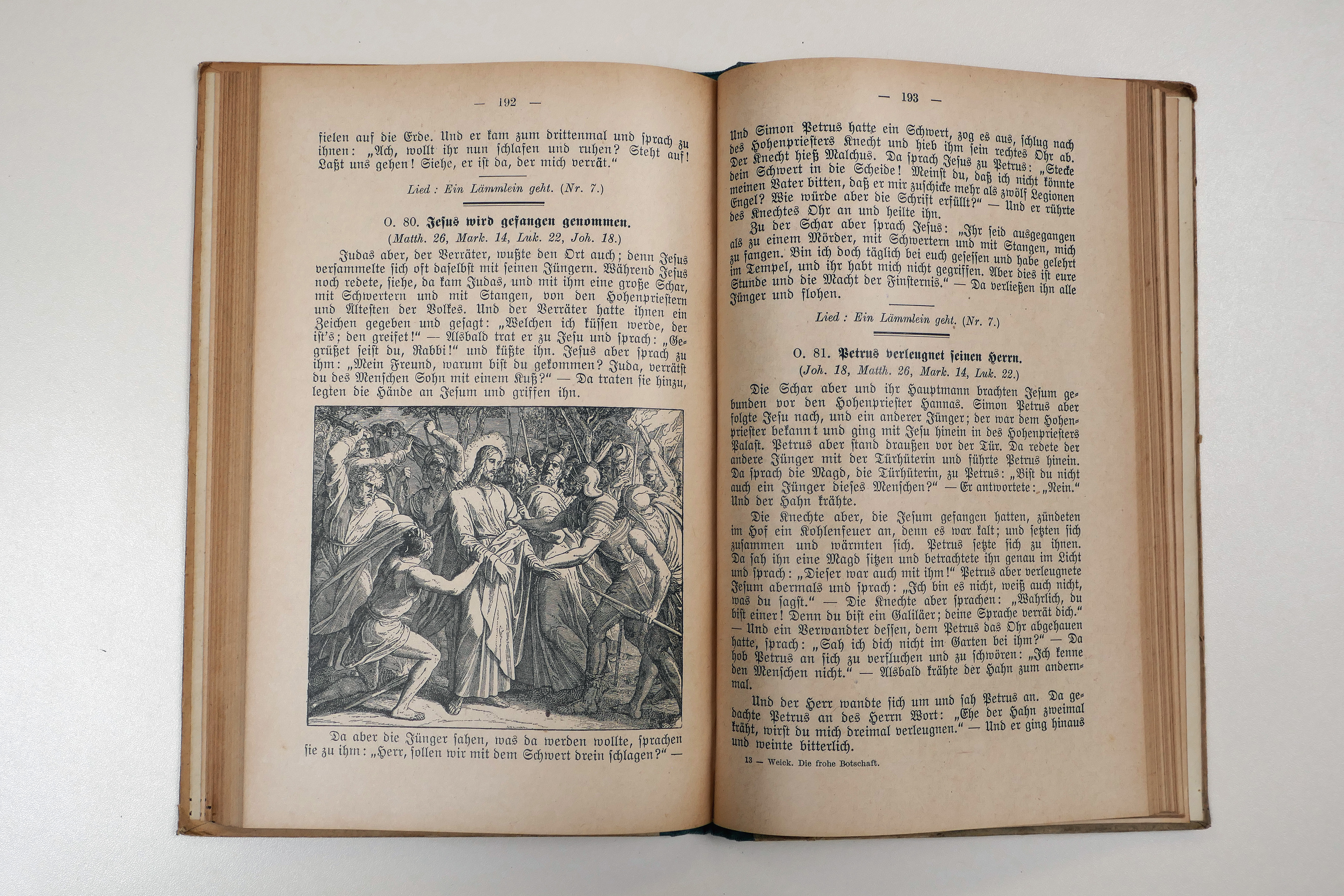
Illustration de Julius Schnorr von Carolsfeld pour Die frohe Botschaft de G. Weick.

La seconde partie, plus brève, expose la doctrine relative à la « religion rédemptrice ». Il est question de la foi de ceux qui sont sauvés, en évoquant d’abord la révélation de Dieu : ce qu’il est, ce qu’il fait et ce qu’il exige. L’exposé présente ensuite la réalisation de la rédemption par Jésus-Christ et son accomplissement par le Saint-Esprit. Dans ce cadre, il est question de l’Église et de la Parole de Dieu que « nous possédons dans la Bible » et que nous devons « lire avec notre raison et saisir par la foi ». L’exposé porte ensuite sur les deux sacrements et sur la confirmation. Une dernière partie est consacrée à la vie de ceux qui sont sauvés. Elle évoque la prière, le Sermon sur la montagne puis propose une explication des dix commandements et des considérations sur l’amour et la vie des chrétiens dans le monde.
À côté de ce catéchisme il faut mentionner un autre ouvrage destiné surtout à l’enseignement religieux dans les écoles, mais qui semble être utilisé aussi localement dans l’instruction catéchétique effectuée dans les paroisses. L’ouvrage dû à Georges Weick parait en 1920 en allemand sous le titre Die frohe Botschaft, puis en français en 1923 et en 1946 sous le titre La Bonne Nouvelle. L’ouvrage contient un ensemble de récits bibliques, illustrés par des dessins du peintre allemand Schnorr von Carolsfeld. Quelques pages sont consacrées à l’histoire de la Réformation. Les cinq parties du Petit Catéchisme de Luther figurent dans l’annexe ainsi que 52 chants et psaumes. La traduction française expose un peu plus longuement la vie et l’œuvre de Luther, de Calvin et de Zwingli. L’édition de 1946 y ajoute quelques pages sur la Réformation en Alsace. Par contre, le Petit Catéchisme de Luther a disparu.
Le Petit Catéchisme continue à être imprimé par la Société évangélique luthérienne, désormais toujours sous forme bilingue, comme l’atteste une troisième édition de 1990. D’autres instruments catéchétiques originaires de l’espace francophone ou de l’espace allemand sont aussi utilisés. En Alsace, un catéchisme uniquement francophone voit le jour en 1967. Intitulé Le Cep et les sarments, il est dû au pasteur Alfred Wohlfahrt. Selon le sous-titre il s’agit d’un « catéchisme à l’usage de l’Église de la Confession d’Augsbourg ». Il propose 63 leçons pour « devenir un membre vivant de l’Église ». Rédigé à la demande expresse du Consistoire supérieur de cette Église, il veut exposer les vérités de la foi « dans le langage d’aujourd’hui en tenant compte de la psychologie des jeunes ». Agrémenté d’un certain nombre d’illustrations, plutôt de nature symbolique, il propose un exposé et, sous forme de questions, un certain nombre d’exercices à faire, ainsi que des prières. Il est d’abord question de la confirmation, du baptême, puis du christianisme, religion révélée, de la Bible (cinq leçons) et, ensuite, du contenu de la foi, en expliquant le Credo apostolique (leçons 11-36). La présentation de l’Église, œuvre du Saint-Esprit, est particulièrement développée (leçons 25-32). La prière du chrétien est abordée dans les leçons 37 à 45. Après deux leçons sur le pardon, onze leçons traitent des dix commandements. Deux leçons évoquent la sainte Cène. « Comme le pain et le vin s’allient à mon sang et me fortifient, ainsi le Christ s’unit à moi de la façon la plus intime possible ». Le catéchisme débouche sur le culte du dimanche, le culte personnel et la vie consacrée à Dieu et au prochain. Un petit vocabulaire clôt le volume.

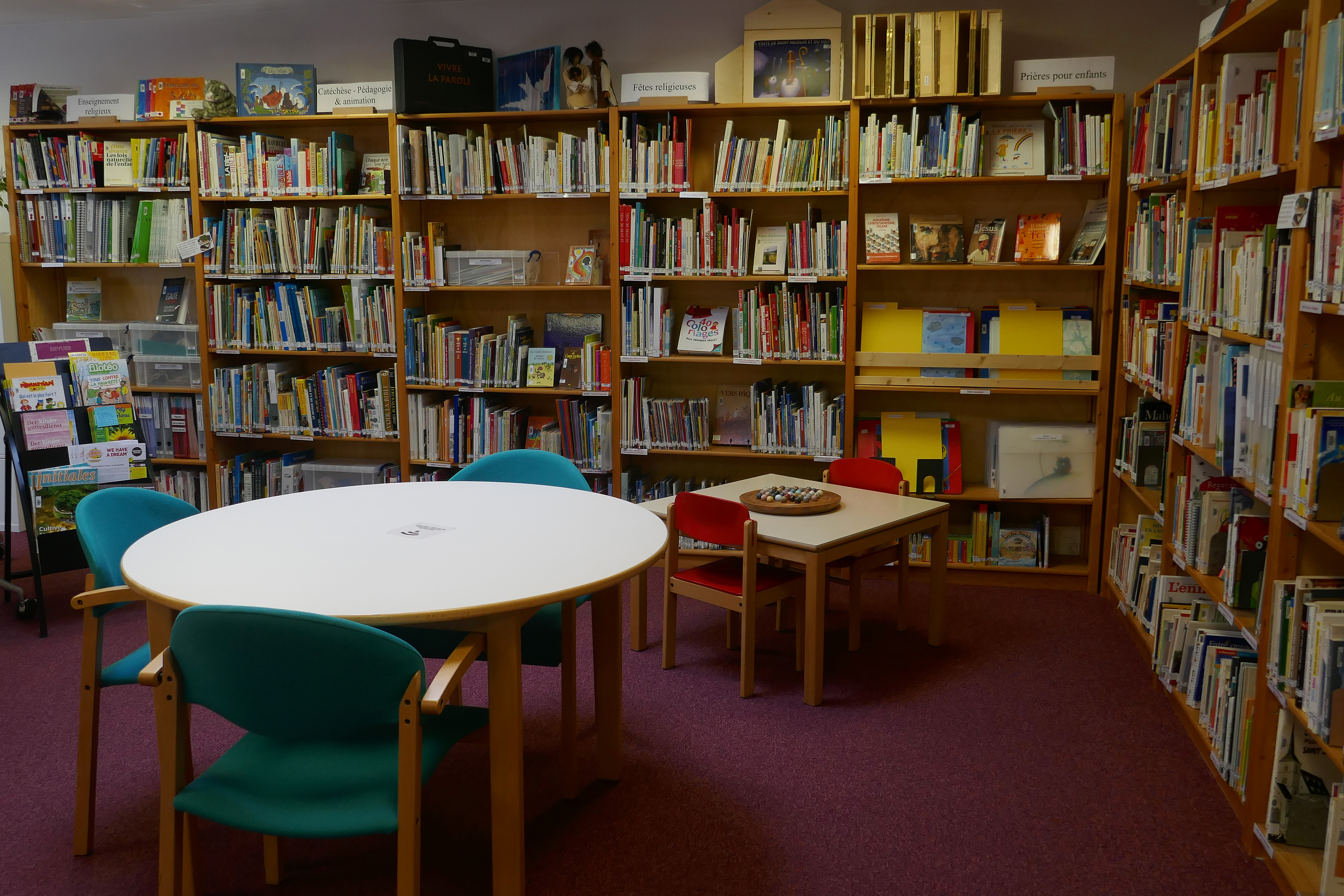
Coin Catéchèse et Enseignement religieux à la Médiathèque protestante de Strasbourg.

Une trentaine d’années plus tard, un autre volume voyait le jour, intitulé Grains 2KT. Un sens à la vie. Un catéchisme pour les adolescents. Après  une première édition élaborée par Élisabeth Parmentier et Bernard Zimpfer, une seconde édition voyait le jour en 2005, sous la direction de Claude Demissy. Richement illustré, ce catéchisme traite en dix chapitres de l’« appel à vivre », du « mal et de l’appel à pardonner », de l’« appel à renaître » (baptême), de l’« appel à grandir », de l’« appel à affronter » (et encore du problème du mal), de la loi et de la prière, puis de l’« appel à réfléchir » (sur Dieu et ses trois visages) et du Credo apostolique. Le chapitre 7 traite de l’« appel à participer », du culte et des symboles qui parlent de Dieu. Il est question ensuite de l’« appel à devenir », avec un sous-chapitre sur l’Église et sur la prière. Le chapitre 9 expose l’« appel à combattre » et évoque encore une fois le mal et le combat de la prière. Le catéchisme se termine par l’« appel au festin », en se concentrant, pour l’essentiel, sur la Cène. Selon les auteurs du texte, « le pain et le vin représentent surtout le corps et le sang de Jésus Christ ». Deux pages seulement traitent de la Bible. En 2011 ce catéchisme était refondu et un nouveau volume était élaboré.

Au fil des temps, l’utilisation d’un support livresque pour l’instruction catéchétique semble devenir plus rare. La transmission des vérités de la foi se fait souvent par d’autres canaux.

#### Sources
- (de) Johann Michael Reu (en), Quellen zur Geschichte des kirchlichen Unterrichts in der evangelischen Kirche Deutschlands zwischen 1530 und 1600, I. Süddeutsche Katechismen, Gütersloh, 1904.
- (de) Martin Bucers Deutsche Schriften, Gütersloher Verlagshaus, Gütersloh, 19 vol., 1960-2016.
- Olivier Fatio (dir.), Confessions et catéchismes de la foi réformée, Labor et Fides, Genève, 2005 (2e éd.), 373 p.  (ISBN 2-8309-1085-0).
- André Birmelé et Marc Lienhard (textes édités par), La Foi des Églises luthériennes. Confessions et catéchismes, Éd. du Cerf, Paris, Labor et Fides, Genève, 1991, 605 p. (nombreuses rééd. ult.)
- (de) Die Evangelischen Kirchenordnungen des XVI. Jahrhunderts, begründet von Emil Sehling (de), tome 20, 1: Elsass, Straßburg, Tübingen, 2011 ; tome 20, 2 : Die Territorien und Reichsstädte, Tübingen, 2013.

#### Études
- (de) August Ernst et Johann Adam, Katechetische Geschichte des Elsasses bis zur Revolution, Strasbourg, F. Bull, 1897, 351 p.
- (de) Johann Adam, Evangelische Kirchengeschichte der Stadt Strassburg bis zur Französischen Revolution, Heitz, Strasbourg, 1922, 496 p.
- (de) Johann Adam, Evangelische Kirchengeschichte der elsässischen Territorien bis zur Französischen Revolution, Heitz, Strasbourg, 1928, 598 p.
- Henri Strohl, Le protestantisme en Alsace, Oberlin, Strasbourg, 1950, 508 p., réédité en 2000 chez le même éditeur  (ISBN 978-2853692137)
- Marc Lienhard, Foi et vie des protestants d’Alsace, Oberlin, Strasbourg, 1981, 174 p.
- Marc Lienhard, Les protestants (de 1870 à nos jours), in René Epp, Marc Lienhard, Freddy Raphaël, Catholiques, protestants, juifs en Alsace, Alsatia, Colmar, 1992, p. 117-188  (ISBN 2-7032-0199-0)